# 法国防护巡洋舰列表
法国防护巡洋舰列表收录在19世纪80年代和19世纪90年代，法国海军建造的一系列防护巡洋舰，总共33艘。这些舰只的设计各有传承，“斯法克斯”号原是1878年开始的法国最后一批无防护巡洋舰中的最后一艘。为了与当时最新式的英国防护巡洋舰向抗衡，该舰被加装防护装甲，由此成为法国海军旗下第一艘防护巡洋舰。“塔戈”号和“塞西里海军上将”号则是“斯法克斯”号的放大改良版。笃信绿水学派的塞奥菲尔·奥贝成为法国海军部长后，推动再建造了两艘中型巡洋舰“达武”号和“叙歇”号，以及福尔班级：“福尔班”号、“柯乐根”号和“索葛”号，其改进型的特鲁德级：“特鲁德”号、“拉朗德”号和“科斯莫”号，这两个舰级共六艘小型侦察巡洋舰。而奥贝的前任查尔斯-尤金·加利伯则在“塞西里海军上将”号的基础上建造了三艘缩小版，这一计划由两个提案组成，其中第一个提案最终完成了两艘让·巴特级巡洋舰：“让·巴特”号和“伊斯利”号，而第二个提案则建成了“阿尔及尔”号。
为了对抗日益壮大的意大利海军并加强法属殖民地的海上防务，法国海军在“达武”号以及“叙歇”号的基础上设计并建造了弗里恩特级三舰：“弗里恩特”号、“比戈元帅”号和“沙瑟卢-洛巴”号。同期在在特鲁德级的基础上也建造了利努瓦级三舰：“利努瓦”号、“加利利”号和“拉瓦锡”号。虽然笛卡尔级也在差不多同期建造，但该级两舰“笛卡尔”号和“帕斯卡尔”号及其改进版，三艘凯迪耐特级：“凯迪耐特”号与“普罗泰”号和三艘达萨斯级：“达萨斯”号、“卡萨尔”号和“迪歇拉”号的出现，标志着法国海军巡洋舰设计的突破。
法属印度支那被纳入法国殖民版图使得法国海军内部支持建造更多殖民地巡洋舰的声音成为上风。为此，“登特卡斯托”号配备有当时法国海军巡洋舰所搭载的最大口径火炮。随后设计建造的戴斯推级虽然规划了三艘，但实际仅建造了“戴斯推”号和“安弗尔内”号两艘。与此同时，绿水学派的支持者也获得了建造“桂珍”号、“雷诺堡”号和“于连·德·拉格拉维埃”号这三艘商船袭击舰的机会。

## 历史
防护巡洋舰与其他巡洋舰的不同之处在于，其相对较轻的倾斜装甲甲板可以提供一定程度的防御来袭的炮弹，而不是依靠重装水线装甲带的装甲巡洋舰，或者完全没有装甲的无防护巡洋舰。这一舰种被设计用来扮演各种角色，包括舰队侦察、殖民地巡洋舰和商船袭击舰。在这一时期，围绕法国舰队目标的争论在这些舰只的设计中起到了主要的影响。绿水学派学说的支持者倾向于能够攻击敌方商船的大型巡洋舰，而传统主义军官则倾向于更适合舰队行动的舰只。另一派则寻求更多的巡洋舰来扩张和保卫法兰西殖民帝国。这一时期法国海军司令部还出现了战略上的混乱，法国从与传统对手大不列颠的对抗转向了针对新兴的三国同盟这一更显著的威胁。
法国第一艘防护巡洋舰“斯法克斯”号是在19世纪80年代初为了应对英国皇家海军防护巡洋舰而设计建造的。此后不久又有两艘具备类似设计但体型更大的舰只ーー“塔戈”号和“塞西里海军上将”号随之下水和建成。1886年，绿水学派支持者海军上将塞奥菲尔·奥贝成为法国海军部长，并发起了一项大型建造计划。这一计划包括“达武”号、“叙歇”号和“阿尔及尔”号巡洋舰，以及福尔班级、特鲁德级和让·巴特级巡洋舰。19世纪90年代初，法国海军又建造了弗里恩特级、达萨斯级以及利努瓦级巡洋舰，这些都是特鲁德级和福尔班级巡洋舰的改进型。而笛卡尔级和凯迪耐特级殖民地巡洋舰也是在这一时期建造的。
从1890年代中期，法国海军订购了一批大型巡洋舰，其中的第一艘“登特卡斯托”号作为法属印度支那舰队的旗舰，装备了当时法国巡洋舰中最大口径的火炮。之后的三艘：“桂珍”号、“雷诺堡”号以及“于连·德·拉格拉维埃”号则被设计成远洋商船袭击舰。在此期间还建造了法国最后两艘殖民地巡洋舰，戴斯推级。
这些舰只的服役生涯都在法国主力舰队、殖民地或者大西洋海域服役。其中两艘丧失于事故，分别是1907年的“让·巴特”号和1910年的“安弗尔内”号。在1914年8月第一次世界大战爆发之前，许多法国防护巡洋舰已经被拆解或被降为次要角色，但其中几艘还是参与了战斗，包括参加了安提瓦里战役的“于连·德·拉格拉维埃”号。“雷诺堡”号在1917年被德国U型潜艇击中沉没。大多数幸存的防护巡洋舰在战后法国海军的裁军中被废弃，仅有几艘作为废船延长服役至20世纪20年代或更晚。“登特卡斯托”号服役时间最长，该舰在20世纪20年代中期被借给比利时海军，并于1927年被转卖给波兰海军，最终在1939年波兰战役期间被德国军队扣押并于1942年被拆解。

## 各舰概况
| 军备   | 主要武器的数量和类型                                 |
| 装甲   | 舰体装甲最大厚度                                     |
| 排水量 | 战斗状态下满载排水量                                 |
| 推进器 | 传动轴的数量，推进系统的类型、可提供的最高航速和功率 |
| 服役   | 舰只开建和结束建造的日期以及其最终结局               |
| 开建   | 开始安放龙骨的日期                                   |
| 完工   | 舰只完成建造、交付使用的日期                         |
| 结局   | 舰只最终结局（例如沉没、拆解）                       |

### “斯法克斯”号

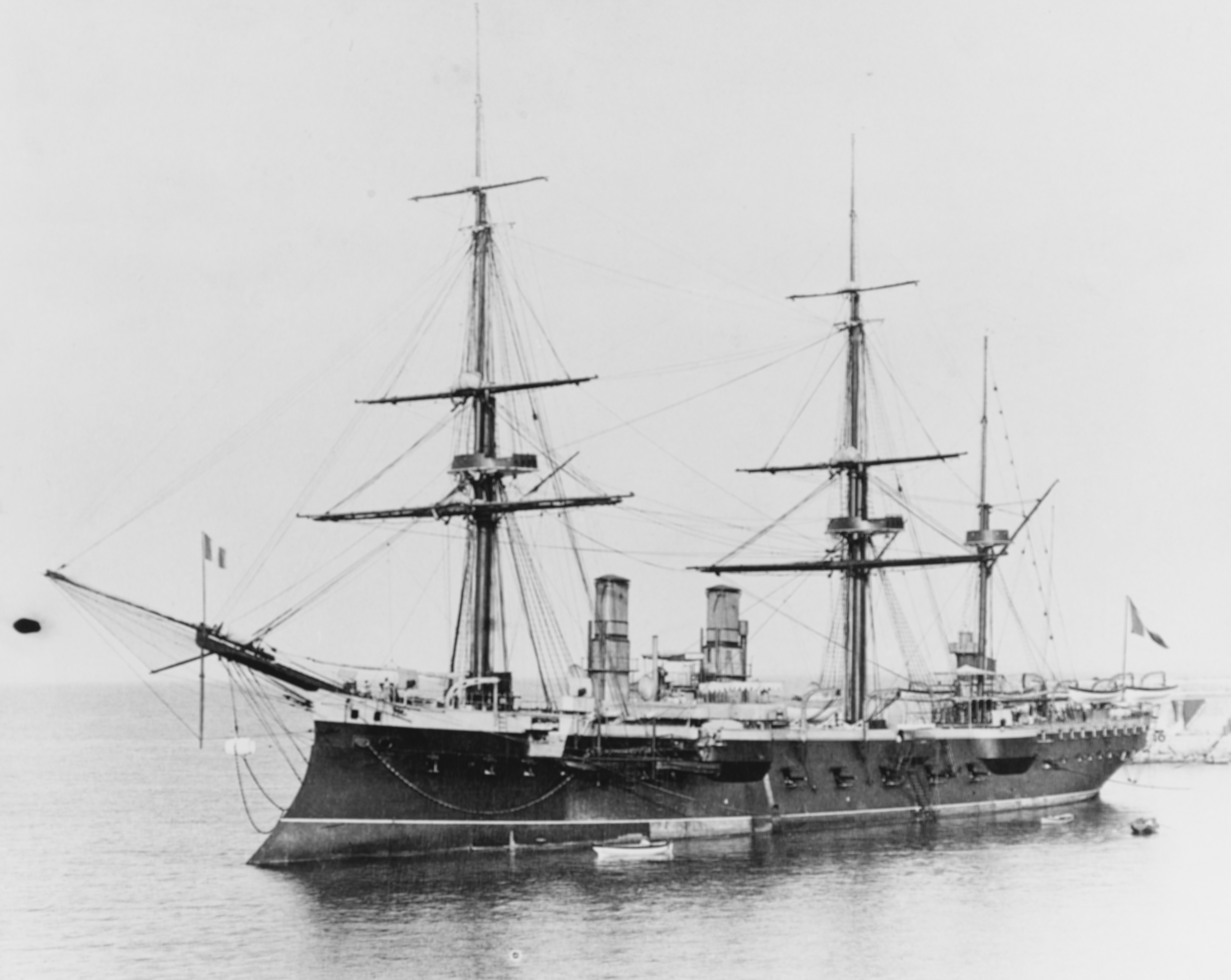
“斯法克斯”号

法国海军在1878年开始了一项建造计划，其中包括一系列新的巡洋舰。工程委员会计划将这些舰艇用作攻击英国商船的商船袭击舰。前四艘舰艇是传统的无防护巡洋舰，但海军工程师白劳易成功游说取消了第五艘舰艇的建造。这一艘就是后来重新设计以加入可以与最新的英国防护巡洋舰相抗衡的装甲甲板的“斯法克斯”号。由于该舰预计将在远离港口的长途巡航中袭击商船，为此还配备了一套巴克式帆船装备，以补备蒸汽发动机动力系统。“斯法克斯”号最终被证明是一个成功的设计，为第一代法国装甲巡洋舰的建造奠定了基础。
“斯法克斯”号的整个服役生涯相对平稳，大部分时间都在地中海、北方和预备舰队之间轮换。在此期间，该舰主要参与与法国舰队的其他舰艇进行训练演习。在预备舰队期间，该舰只在一年的部分时间内保持在现役状态。1895年，“斯法克斯”号参与了对模拟要塞的实验性轰炸，展示了压制有着准备充分的防御的难度。该舰在1899年短暂地在北美站服役，但到1901年已被降为预备舰。该舰于1906年被从海军序列中除名，随后被拆解报废。
| 舰名              | 军备                  | 排水量                    | 推进器                                                         | 服役      | 服役      | 服役       |
| 舰名              | 军备                  | 排水量                    | 推进器                                                         | 开建      | 完工      | 结局       |
| ----------------- | --------------------- | ------------------------- | -------------------------------------------------------------- | --------- | --------- | ---------- |
| “斯法克斯”号 （） | 6门164（6.5英寸）火炮 | 4,561 long ton（4,634 t） | 2具螺旋桨，2台复合蒸汽机，16.7節（30.9每小時；19.2英里每小時） | 1882年3月 | 1887年6月 | 1906年拆解 |

### “塔戈”号

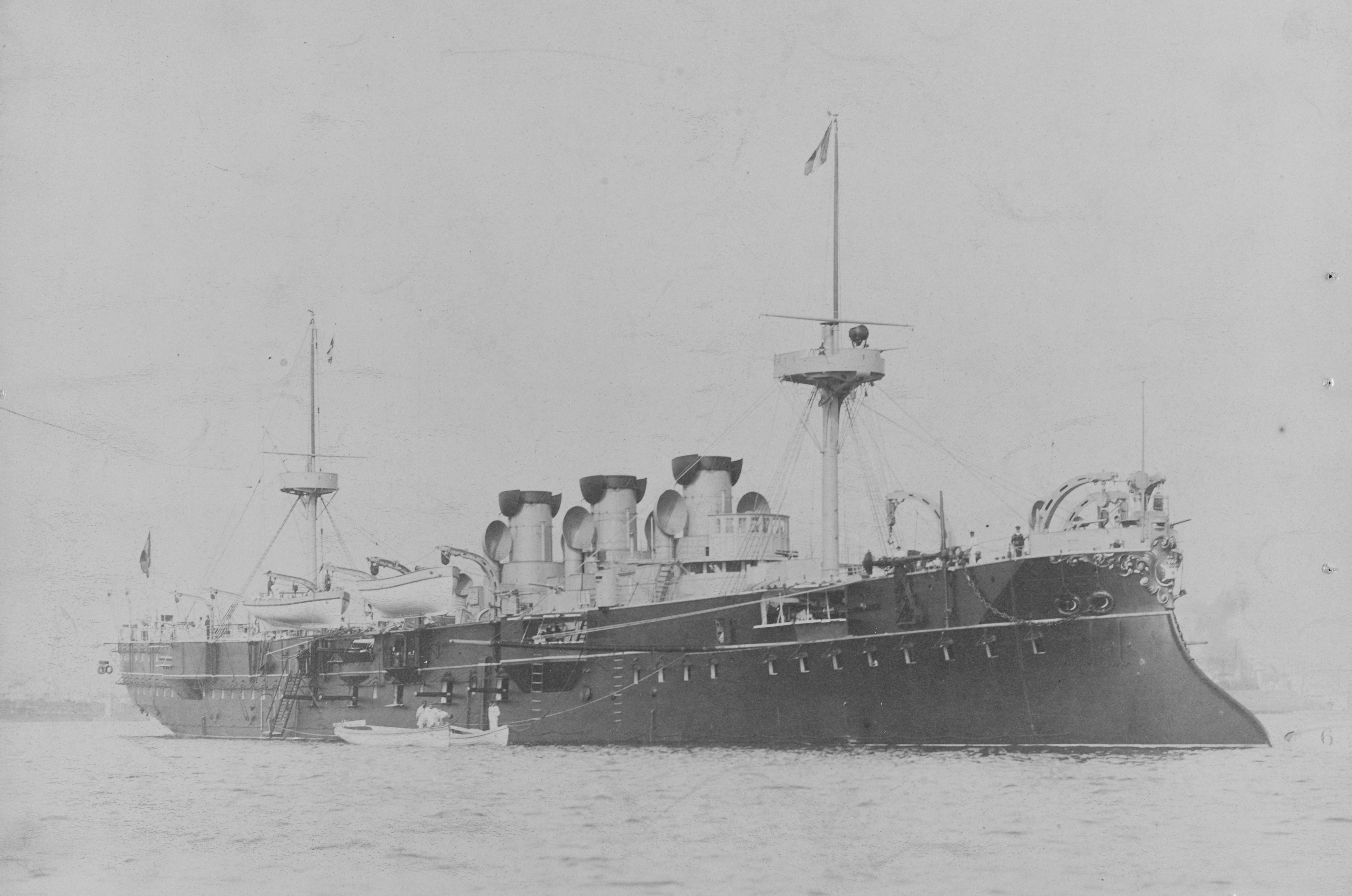
“塔吉”号服役早期照

作为1878年造舰计划中的第二艘，开建于1885年的“塔戈”号是“斯法克斯”号的放大版。在排水量方面，“塔戈”号比“斯法克斯”号大了50%以上，而增加的舰体空间主要被用于安装更为强劲的推进系统，从而使得该舰尽管增加了一组主炮，但还是有着更高的航速。与“斯法克斯”号一样，“塔戈”号在设计时被作为一艘商船袭击舰，并且还安装了一具帆装。该舰的特点是略带有内倾的舰体形状，以及醒目的舰首撞角。这些特征成为了这一时期法国巡洋舰的特色。
“塔戈”号于1890年代再地中海执行任务，期间再地中海分舰队与预备舰队之间轮换。1900年，该舰接受了现代化改造，加装了新的水管锅炉并拆除了帆装。返回现役后，该舰于1902年开始在纽芬兰以及冰岛海军分队服役，并在次年加入大西洋分舰队。
最终，“塔戈”号在1910年从海军序列中除籍，之后被报废拆解。
| 舰名          | 军备           | 排水量                    | 推进器                                                         | 服役      | 服役       | 服役       |
| 舰名          | 军备           | 排水量                    | 推进器                                                         | 开建      | 完工       | 结局       |
| ------------- | -------------- | ------------------------- | -------------------------------------------------------------- | --------- | ---------- | ---------- |
| “塔戈”号 （） | 8门164毫米火炮 | 7,469 long ton（7,589 t） | 2具螺旋桨，2台三胀蒸汽机，19.2節（35.6每小時；22.1英里每小時） | 1885年7月 | 1890年12月 | 1910年拆解 |

### “塞西里海军上将”号

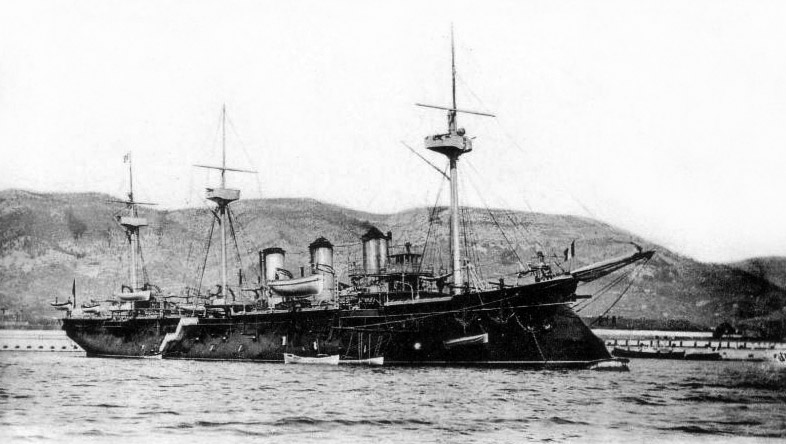
“塞西里海军上将”号

“塞西里海军上将”号是“斯法克斯”号的再次改良也是最后一个改良版设计方案。尽管尺寸比“塔吉”号大，但该舰在很多方面的配置是前者的缩水版。在舰体形状上，该舰与“塔吉”号保持相同的总体布局、帆装以及8门主炮，但却装备了复合蒸汽机。尽管如此，该舰依然保持了与“塔吉”号相当的最高航速。
1890年代初，“塞西里海军上将”号在地中海分舰队的主力舰队中主要负责训练演习。1890年代中期进行大修后，该舰被调往地中海预备役中队，继续参加训练演习。1899年，该舰加入大西洋海军舰队，并在其中服役了三年。1902年回到法国国内后，该舰便不再服役，并于1907年被改作废船，并于1919年解体。
| 舰名                    | 军备         | 排水量                    | 推进器                                                         | 服役      | 服役      | 服役       |
| 舰名                    | 军备         | 排水量                    | 推进器                                                         | 开建      | 完工      | 结局       |
| ----------------------- | ------------ | ------------------------- | -------------------------------------------------------------- | --------- | --------- | ---------- |
| “塞西里海军上将”号 （） | 8门164毫米炮 | 5,893 long ton（5,988 t） | 2具螺旋桨，2台复合蒸汽机，19.4節（35.9每小時；22.3英里每小時） | 1886年8月 | 1890年9月 | 1919年拆解 |

### “达武”号

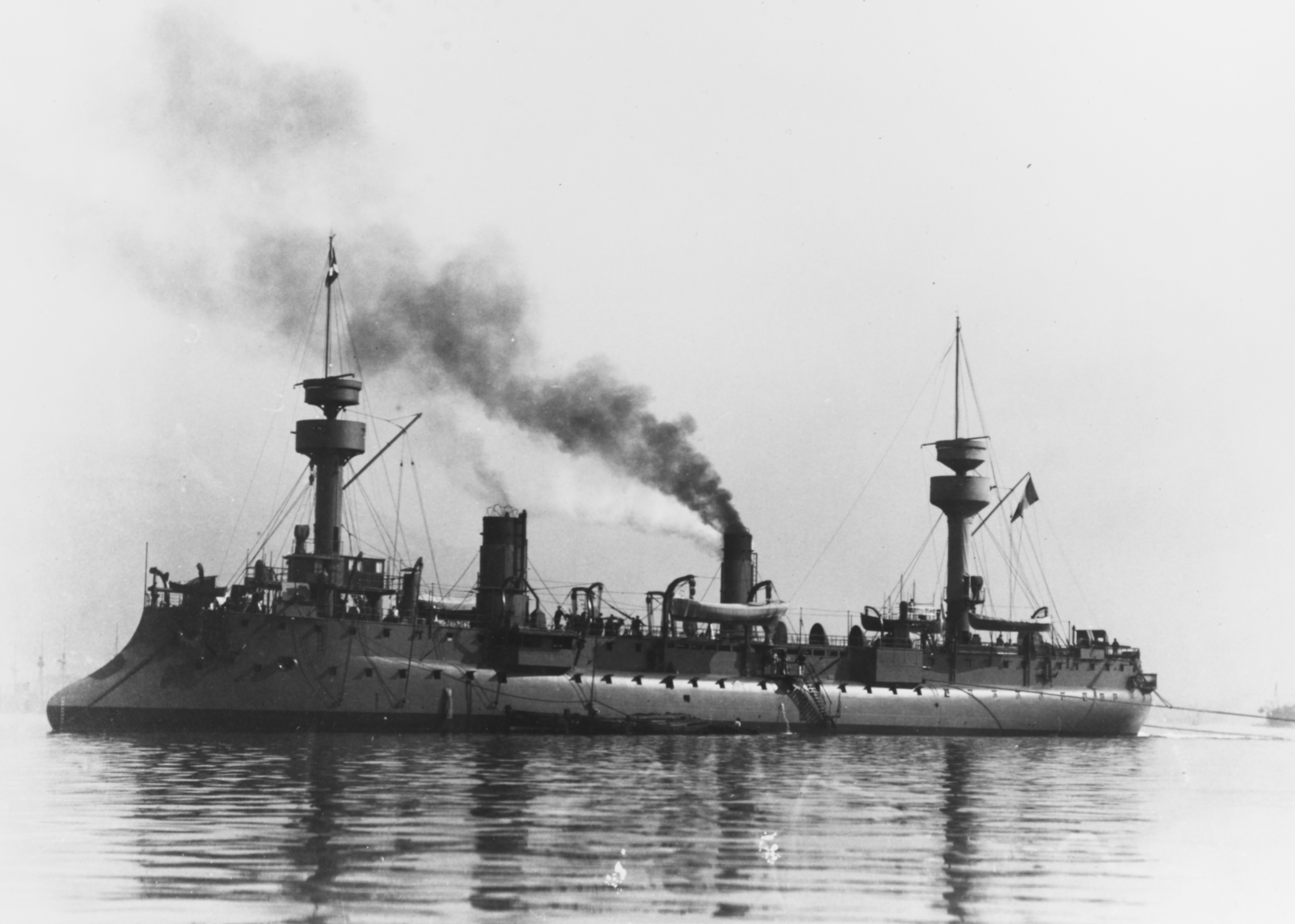
“达武”号在完工前不久

1886年，海军上将塞奥菲尔·奥贝成为法国海军部长。奥贝是绿水学院理论的支持者，该理论设想使用速度较快的巡洋舰与鱼雷艇组合来攻击敌国的商船并保卫法国海岸线。他提出的建造计划要求再建造三艘类似于“斯法克斯”号、“塔吉”号或者“塞西里海军上将”号的大型巡洋舰、六艘小型巡洋舰和两艘中型巡洋舰。“达武”号是这一计划下建造的第一艘大型巡洋舰，该舰的设计为后来法国建造的许多防护巡洋舰提供了基础。
“达武”号的服役生涯相对平淡无奇。由于舰载推进系统出了问题，该舰的建造工程被推迟了两年才完成。1893年入役后，该舰被分配到地中海基地的后备中队。在这之后十年时间里，该舰时而与后备中队一起进行训练演习，时而作为法国舰队训练单位的一部分。1899年，“达武”号接受了一次大修，被安装了新的锅炉。在1902年，该舰被分配到北大西洋基地。1910年，该舰被海军除籍，随后被出售给拆船公司。
| 舰名          | 军备           | 排水量                    | 推进器                                                         | 服役      | 服役   | 服役       |
| 舰名          | 军备           | 排水量                    | 推进器                                                         | 开建      | 完工   | 结局       |
| ------------- | -------------- | ------------------------- | -------------------------------------------------------------- | --------- | ------ | ---------- |
| “达武”号 （） | 6门164毫米火炮 | 3,031 long ton（3,080 t） | 2具螺旋桨，2台三胀蒸汽机，20.7節（38.3每小時；23.8英里每小時） | 1887年9月 | 1891年 | 1910年拆解 |

### “叙歇”号

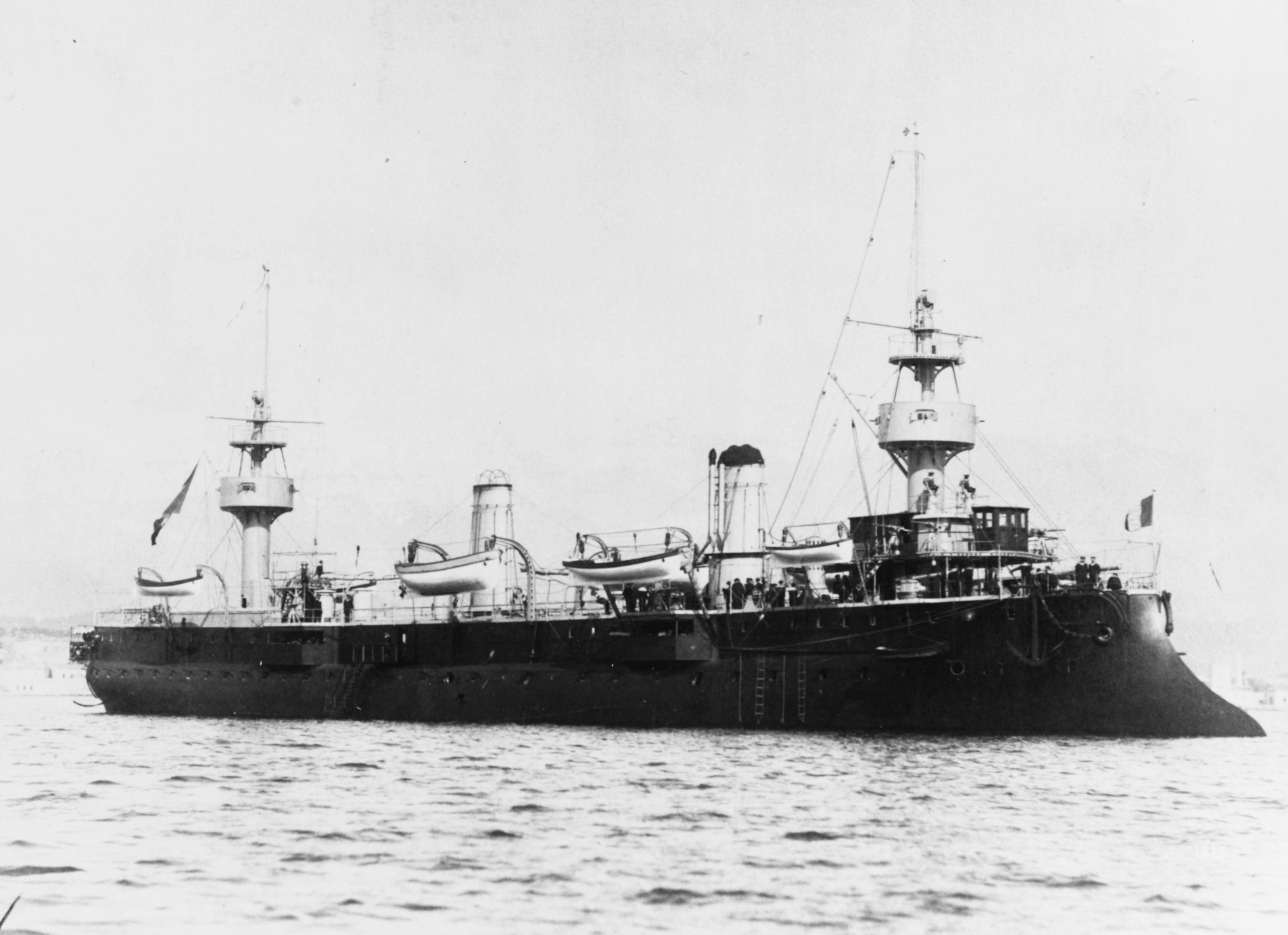
“叙歇”号完工后不久，约1895年

“叙歇”号是奥贝计划中的第二艘中型巡洋舰。该舰最初计划为“达武”号的姊妹舰，然而在建造过程中，设计人员意识到舰载发动机的功率不足以让“达武”号达到预期中的速度，为此，建造进度较为靠后的“叙歇”号被作为改进版被加长以安装更大功率的引擎。这两艘军舰也是后来的弗里恩特级巡洋舰的原型。
1894年完成海试后，“叙歇”号于次年被分配到地中海分舰队。同年晚些时候，该舰参加了比塞大运河的开通仪式。此后该舰持续服役直至1897年初，随后被派往地中海东部的黎凡特舰队。该舰于1900年被再次派驻给大西洋舰队。1902年5月培雷火山喷发时，该舰是最早赶到当地的舰只之一，帮助营救圣皮埃尔及其港口的幸存者以及马提尼克岛上的其他城镇。在这次救援行动中，该舰总共将约1,200人疏散到法兰西堡。同年6月，该舰被迫卷入了与委内瑞拉的一起小型外交事件。这一事件中，六名法国人被委内瑞拉逮捕，但最终在“叙歇”号的干预下被释放。该舰于1902年年底返回法国，并一直处于预备役状态。1906年，“叙歇”号被从海军序列中除籍并报废拆解。
| 舰名          | 军备           | 排水量                    | 推进器                                                         | 服役       | 服役   | 服役       |
| 舰名          | 军备           | 排水量                    | 推进器                                                         | 开建       | 完工   | 结局       |
| ------------- | -------------- | ------------------------- | -------------------------------------------------------------- | ---------- | ------ | ---------- |
| “叙歇”号 （） | 6门164毫米火炮 | 3,362 long ton（3,416 t） | 2具螺旋桨，2台三胀蒸汽机，20.4節（37.8每小時；23.5英里每小時） | 1887年10月 | 1894年 | 1906年拆解 |

### 福尔班级

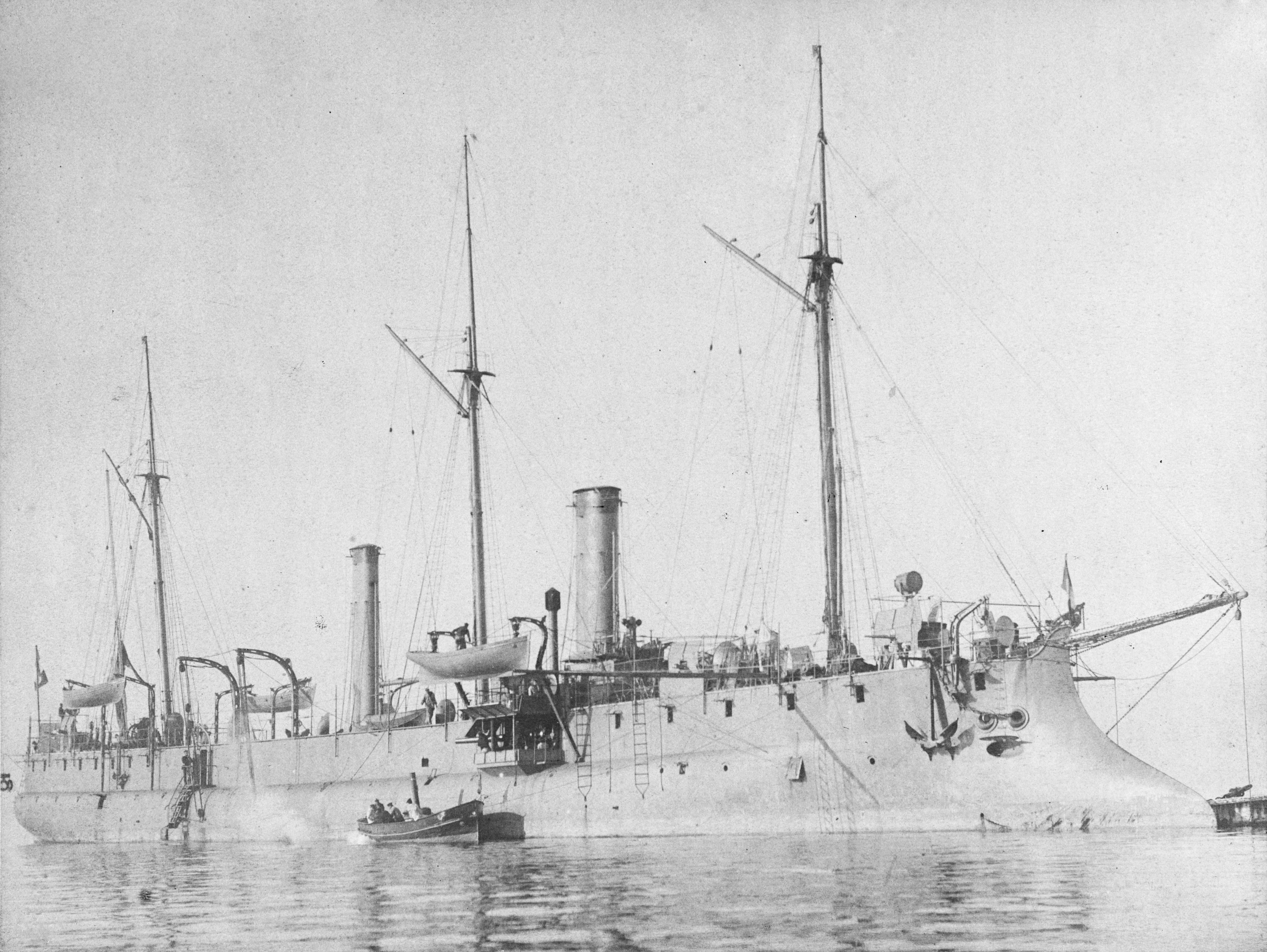
“福尔班”号在土伦，1890年左右拍摄

三艘福尔班级巡洋舰是奥贝造舰计划中的第一批小型巡洋舰，然而设计却早在奥贝担任海军部长前已经开始。彼时，建造委员会提出为主力舰队的铁甲舰设计一种用于快速侦察的新舰只。1879年，委员会指定的排水量约为2,000 long ton（2,032 t），这一方案最终建成了无防护巡洋舰“米兰”号。而这艘由白劳易设计的巡洋舰为福尔班级提供了基础。此后在“米兰”号的基础上，装备了装甲甲板并加装了更重型的武器，成为有着更高航速的舰只。
“福尔班”号在大部分服役生涯中都在地中海的预备舰队，而“索葛”号则在英吉利海峡的北方舰队服役。“柯乐根”号因机械问题而延期很长时间才完工，最终在1894年投入使用后，加入了“索葛”号所在的北方舰队。这三艘船在1901年都被列为预备役舰。“柯乐根”号在1906年被废弃，而“福尔班”号在1913年改装成煤船。“索葛”号是该舰级中唯一在第一次世界大战期间仍在服役的舰只，曾被部署到几内亚湾参与武装冲突。“福尔班”号和“索葛”号都在1921年被卖给了拆船商。
| 舰名            | 军备                  | 排水量                    | 推进器                                                                         | 服役      | 服役      | 服役       |
| 舰名            | 军备                  | 排水量                    | 推进器                                                                         | 开建      | 完工      | 结局       |
| --------------- | --------------------- | ------------------------- | ------------------------------------------------------------------------------ | --------- | --------- | ---------- |
| “福尔班”号 （） | 4门138毫米(5.4英寸)炮 | 1,935 long ton（1,966 t） | 2具螺旋桨，2台复合蒸汽机，20至20.5節（37.0至38.0每小時；23.0至23.6英里每小時） | 1886年5月 | 1889年2月 | 1921年拆解 |
| “柯乐根”号 （） | 4门138毫米(5.4英寸)炮 | 1,901 long ton（1,932 t） | 2具螺旋桨，2台复合蒸汽机，20至20.5節（37.0至38.0每小時；23.0至23.6英里每小時） | 1886年5月 | 1890年    | 1921年拆解 |
| “索葛”号 （）   | 4门138毫米(5.4英寸)炮 | 2,012 long ton（2,044 t） | 2具螺旋桨，2台复合蒸汽机，20至20.5節（37.0至38.0每小時；23.0至23.6英里每小時） | 1887年    | 1894年8月 | 1906年拆解 |

### 特鲁德级

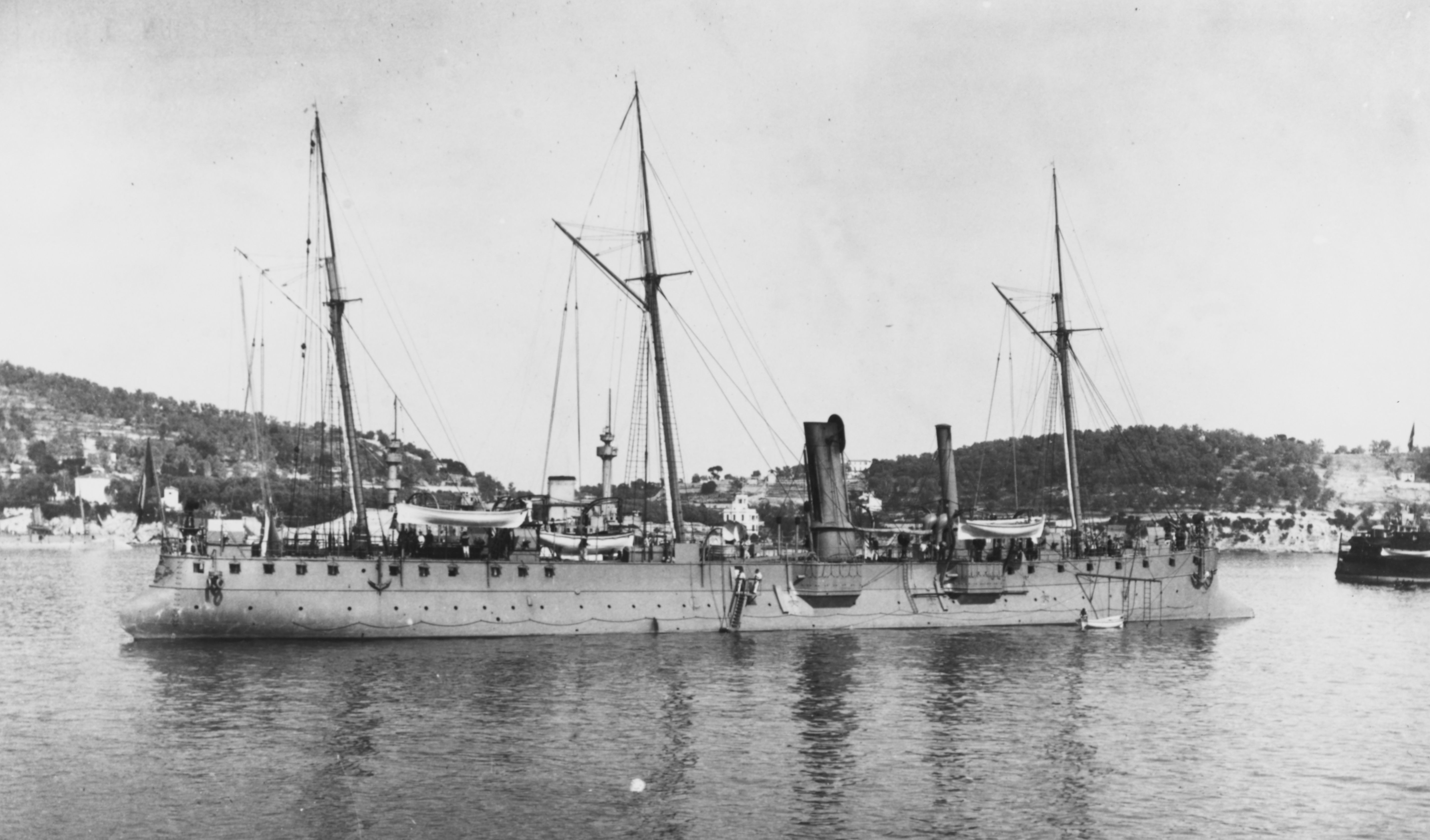
“特鲁德”号

三艘特鲁德级巡洋舰是对福尔班级的一次迭代升级，以此完成了奥贝的全部六艘侦察巡洋舰造舰计划。这两个舰级的设计在很大程度上是相同的，尤其是舰体尺寸、武器装备以及最高航速。特鲁德级仅在主炮台布局以及指挥塔装甲甲板上进行了改动。
本舰级的三艘舰只在早期的服役生涯中都在地中海舰队，参加了例行训练演习。1897年，“特鲁德”号成为黎凡特分舰队的旗舰，后来于1899年转移到北大西洋分舰队。到1901年，这三艘船都进入了预备役。“特鲁德”号在1904年至1905年间短暂重新投入北大西洋服役，而“拉朗德”号在1906年重返地中海服役。“特鲁德”号于1907年或1908年被废弃，“拉朗德”号在1912年被拆解报废。“科斯莫”号一直保留在预备役状态，直到1914年8月第一次世界大战爆发时又被重新启用，用于巡逻法属摩洛哥海岸。战后的1922年，“科斯莫”号也被拆解报废。
| 舰名            | 军备         | 排水量                                | 推进器                                                      | 服役       | 服役       | 服役             |
| 舰名            | 军备         | 排水量                                | 推进器                                                      | 开建       | 完工       | 结局             |
| --------------- | ------------ | ------------------------------------- | ----------------------------------------------------------- | ---------- | ---------- | ---------------- |
| “特鲁德”号 （） | 4门138毫米炮 | 1,923—1,994 long ton（1,954—2,026 t） | 2具螺旋桨，复合蒸汽机，20.5節（38.0每小時；23.6英里每小時） | 1886年11月 | 1891年1月  | 1907或1908年拆解 |
| “拉朗德”号 （） | 4门138毫米炮 | 1,923—1,994 long ton（1,954—2,026 t） | 2具螺旋桨，复合蒸汽机，20.5節（38.0每小時；23.6英里每小時） | 1887年     | 1890年10月 | 1912年拆解       |
| “科斯莫”号 （） | 4门138毫米炮 | 1,923—1,994 long ton（1,954—2,026 t） | 2具螺旋桨，复合蒸汽机，20.5節（38.0每小時；23.6英里每小時） | 1887年     | 1891年     | 1922年拆解       |

### 让·巴特级
奥贝担任海军部长期间设计开发的最后两艘舰只，也就是让·巴特级的设计工作是在他的前任查尔斯-尤金·加利伯的领导下开始的。加利伯目标是建造“塞西里海军上将”号的缩小版，为此减少了部分中央主炮的数量，以舷舱中少量副炮取而代之。在设计过程中，委员会审查了几项提案，最终选择了两项；第一项成为让·巴特级，第二项则最终成为了“阿尔及尔”号巡洋舰。由于是同时设计的，并且在特征上广泛相似，有时会将这两个项目称为同一舰级。这两项提案，都是由奥贝下令并满足其造舰计划中的三艘大型巡洋舰的需求。虽然法国海军在19世纪90年代后期又回到了中型巡洋舰的建造思路，并建造了“桂珍”号以及“雷诺堡”号，但让·巴特级是奥贝订购的最后几艘较大型商船袭击舰。
入役后，“伊斯利”号被分配到北方舰队，而“让·巴特”号则在地中海舰队中服役，直到1895年才转隶北方舰队。1895年，“伊斯利”号前往法属印度支那，“让·巴特”号在1898年也跟随前往东亚。1899年清朝爆发义和团运动时，“让·巴特”号驻扎在远东地区，而此时“伊斯利”号已经改派到北大西洋基地。“让·巴特”号于1907年在西撒哈拉海岸失事，无法重新浮起。1909年，“伊斯利”号被改装成一艘补给船；1911年，阿尔及尔号被拆解；1914年，“伊斯利”号被卖给拆船公司。
| 舰名             | 军备         | 排水量                    | 推进器                                                                         | 服役      | 服役   | 服役       |
| 舰名             | 军备         | 排水量                    | 推进器                                                                         | 开建      | 完工   | 结局       |
| ---------------- | ------------ | ------------------------- | ------------------------------------------------------------------------------ | --------- | ------ | ---------- |
| “让·巴特”号 （） | 4门164毫米炮 | 4,313 long ton（4,382 t） | 2具螺旋桨，2台三胀蒸汽机，19至19.5節（35.2至36.1每小時；21.9至22.4英里每小時） | 1887年9月 | 1891年 | 1907年沉船 |
| “伊斯利”号 （）  | 4门164毫米炮 | 4,313 long ton（4,382 t） | 2具螺旋桨，2台三胀蒸汽机，19至19.5節（35.2至36.1每小時；21.9至22.4英里每小時） | 1887年8月 | 1893年 | 1914年拆解 |

### “阿尔及尔”号

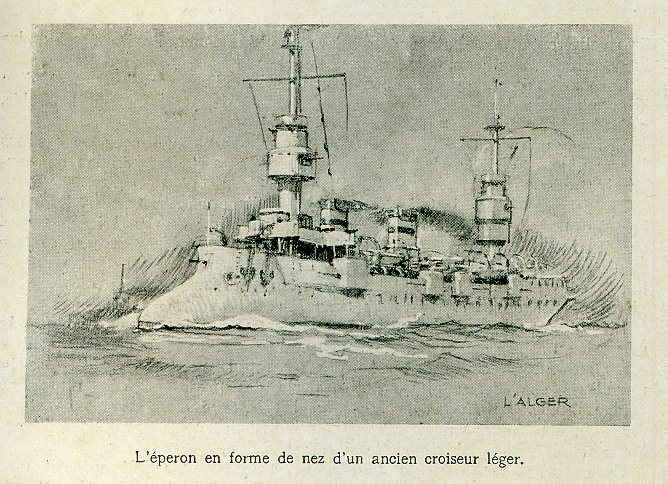
“阿尔及尔”号

在让·巴特级建造的同时，“阿尔及尔”号的设计工作也开始了。该舰采用了委员会接受的第二项方案，该方案与让·巴特级相比，在尺寸和武器方面大致相似，主要区别在于推进系统。相较于让·巴特级使用的火管锅炉，“阿尔及尔”号采用了新型的水管锅炉，后者已经在无防护巡洋舰“米兰”号上成功导入。
入役后，“阿尔及尔”号被分配到北方舰队，1895年又被派往法属印度支那，并在1898年返回法国，在地中海服役。1900年代中期，该舰开始了第二次东亚旅程，不过离开法国的详细时间已经不可考据。再次回到法国后，该舰于1910年10月退役并在1911年被从海军序列中除籍。1912年至1939年间，该舰被用作各种用途的废船，最终于1940年被出售给拆船商。
| 舰名              | 军备         | 排水量                    | 推进器                                                                         | 服役       | 服役   | 服役       |
| 舰名              | 军备         | 排水量                    | 推进器                                                                         | 开建       | 完工   | 结局       |
| ----------------- | ------------ | ------------------------- | ------------------------------------------------------------------------------ | ---------- | ------ | ---------- |
| “阿尔及尔”号 （） | 4门164毫米炮 | 4,313 long ton（4,382 t） | 2具螺旋桨，2台三胀蒸汽机，19至19.5節（35.2至36.1每小時；21.9至22.4英里每小時） | 1887年11月 | 1891年 | 1939年拆解 |

### 弗里恩特级

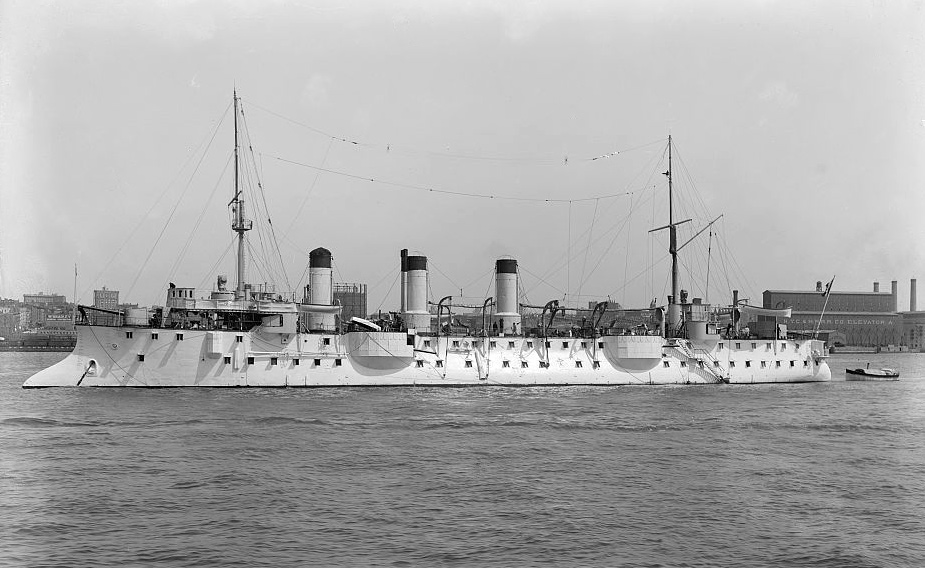
“沙瑟卢-洛巴”号

1880年代末，法国海军开始将意大利及其盟友德国视作比其传统竞争对手英国更为紧迫的威胁。由于此时法国与意大利之间局势紧张加剧，法国海军启动了一项大型的造舰计划。这一计划包括总共70艘新式巡洋舰，以期加强法国主力舰队以及殖民地的武力投射能力。弗里恩特级就是这一计划的首批建造工程。这一舰级的设计方案在“达武”号以及“叙歇”号的基础上进行了较大的修改。
“弗里恩特”号和“沙瑟卢-洛巴”号入役后就加入了北方分舰队，而“比戈元帅”号则在地中海舰队服役。1898年，“比戈元帅”号成为法国黎凡特舰队的旗舰，成为了干预1897年到1898年在发生的克里特岛起义的国际舰队中的一员。1901年，为了干预义和团运动，本级三舰都被派往东亚。“比戈元帅”号在远东的服役十分艰难，最终在1907年被报废出售。同年，“沙瑟卢-洛巴”号在詹姆斯敦博览会期间访问了美国。
“沙瑟卢-洛巴”号于1911年被降格为存储废船。“弗里恩特”号则一直服役到1914年8月一战爆发。在战争初期，“弗里恩特”号与其他巡洋舰队舰只一起巡逻以防范德国商船袭击舰，之后又被派往前德国殖民地喀麦隆。“沙瑟卢-洛巴”号则被改装为一艘蒸馏船，以支援科孚岛的法国主力舰队。“弗里恩特”号在战争结束时被改造成一艘修理船，1920年被报废出售。“沙瑟卢-洛巴”号则被遗弃在法属毛里塔尼亚的努瓦迪布湾，最终于1926年沉没。
| 舰名                 | 军备           | 排水量                                | 推进器                                                         | 服役      | 服役      | 服役               |
| 舰名                 | 军备           | 排水量                                | 推进器                                                         | 开建      | 完工      | 结局               |
| -------------------- | -------------- | ------------------------------------- | -------------------------------------------------------------- | --------- | --------- | ------------------ |
| “弗里恩特”号 （）    | 6门164毫米火炮 | 3,809—3,982 long ton（3,870—4,046 t） | 2具螺旋桨，2台三胀蒸汽机，18.7節（34.6每小時；21.5英里每小時） | 1891年    | 1895年4月 | 1920年拆解         |
| “比戈元帅”号 （）    | 6门164毫米火炮 | 3,809—3,982 long ton（3,870—4,046 t） | 2具螺旋桨，2台三胀蒸汽机，18.7節（34.6每小時；21.5英里每小時） | 1891年6月 | 1896年5月 | 1907年拆解         |
| “沙瑟卢-洛巴”号 （） | 6门164毫米火炮 | 3,809—3,982 long ton（3,870—4,046 t） | 2具螺旋桨，2台三胀蒸汽机，18.7節（34.6每小時；21.5英里每小時） | 1891年6月 | 1895年    | 1926年被遗弃，沉没 |

### 利努瓦级

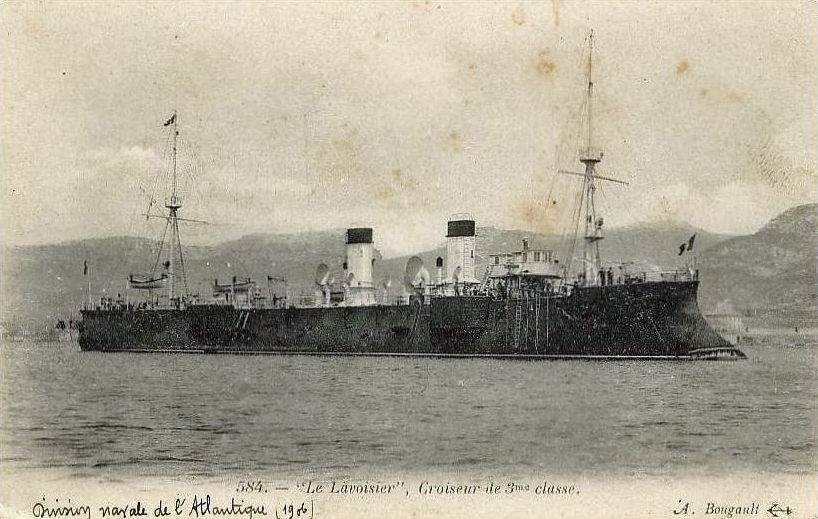
“拉瓦锡”号

紧随弗里恩特级，利努瓦级巡洋舰也在同一建造计划下诞生。该舰级在特鲁德级的基础上，加高了干舷以提高舰只的适航性。在武器装备方面，本舰级装备了现代化的速射炮作为主炮，并加装了轻型炮作为近防武器，此外还有鱼雷发射器。这些舰只是法国海军建造的最后一批2000吨级小型巡洋舰。
本级三舰在19世纪90年代中后期入役后，都曾在地中海舰队服役。在此期间，三舰主要从事和平时期的训练演习。“拉瓦锡”号在1903年被调派到纽芬兰和冰岛海军部队，在接下来的十年里主要负责渔场巡逻。在没有发生任何事件的职业生涯之后，“利努瓦”号和“加利利”号分别于1910年和1911年被报废，他们的服役时间不到十五年。1914年8月第一次世界大战爆发时，“拉瓦锡”号是本级中唯一仍然在役的舰只。该舰被用于在各个二级战区对德国战舰和潜艇的巡逻任务，并在在叙利亚海军舰队中经历了整个1918年。“拉瓦锡”号最终于1920年被从海军序列中除籍，并拆解报废。
| 舰名            | 军备         | 排水量                                | 推进器                                                         | 服役      | 服役      | 服役       |
| 舰名            | 军备         | 排水量                                | 推进器                                                         | 开建      | 完工      | 结局       |
| --------------- | ------------ | ------------------------------------- | -------------------------------------------------------------- | --------- | --------- | ---------- |
| “利努瓦”号 （） | 4门138毫米炮 | 2,285—2,318 long ton（2,322—2,355 t） | 2具螺旋桨，2台三胀蒸汽机，20.5節（38.0每小時；23.6英里每小時） | 1892年8月 | 1895年    | 1910年拆解 |
| “加利利”号 （） | 4门138毫米炮 | 2,285—2,318 long ton（2,322—2,355 t） | 2具螺旋桨，2台三胀蒸汽机，20.5節（38.0每小時；23.6英里每小時） | 1893年    | 1897年9月 | 1911年拆解 |
| “拉瓦锡”号 （） | 4门138毫米炮 | 2,285—2,318 long ton（2,322—2,355 t） | 2具螺旋桨，2台三胀蒸汽机，20.5節（38.0每小時；23.6英里每小時） | 1895年1月 | 1898年4月 | 1920年拆解 |

### 笛卡尔级
笛卡尔级巡洋舰也是在1890年计划下订购的，本级的出现标志着对之前可以追溯到“达武”号或“米兰”号的法国巡洋舰设计传统的突破。尽管如此，本舰级仍然具有许多早期船只的特征，包括内倾的船体、撞角和舷舱内携带的武器。本级舰只配备了木质和铜制的护套，以在海外长途航行时保护其船体，提高其在法国殖民地使用的适用性。

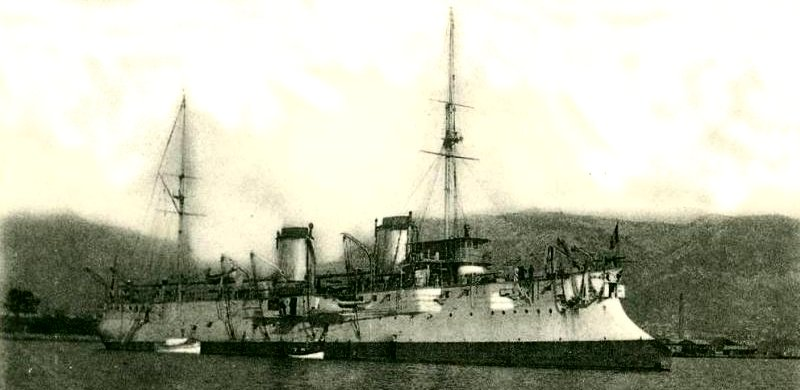
“帕斯卡”号

“笛卡尔”号和“帕斯卡”号最初于1890年代末被派往法属印度支那，期间曾参加过镇压义和团运动。1902年，“笛卡尔”号被召回法国，在大西洋分舰队服役，而“帕斯卡”号则留在东亚并一直服役至1904年后因状况不佳而退役。“笛卡尔”号于1905年被派回东亚，后来又被派往法属马达加斯加，然后于1907年返回法国，此后在地中海和英吉利海峡的法国主力舰队中服役。1911年，“帕斯卡”号被卖给拆船厂，而“笛卡尔”号则在大西洋舰队再次服役。第一次世界大战的前三年，“笛卡尔”号一直在大西洋舰队，之后于1917年返回法国解除武装并退役。1920年，该舰被从海军序列中除籍，但其最终命运未知。
| 舰名              | 军备         | 排水量                    | 推进器                                                         | 服役       | 服役      | 服役         |
| 舰名              | 军备         | 排水量                    | 推进器                                                         | 开建       | 完工      | 结局         |
| ----------------- | ------------ | ------------------------- | -------------------------------------------------------------- | ---------- | --------- | ------------ |
| “笛卡尔”号 （）   | 4门164毫米炮 | 3,960 long ton（4,020 t） | 2具螺旋桨，2台三胀蒸汽机，19.5節（36.1每小時；22.4英里每小時） | 1892年8月  | 1896年7月 | 1920年被废弃 |
| “帕斯卡尔”号 （） | 4门164毫米炮 | 3,960 long ton（4,020 t） | 2具螺旋桨，2台三胀蒸汽机，19.5節（36.1每小時；22.4英里每小時） | 1893年12月 | 1897年    | 1911年拆解   |

### 达萨斯级

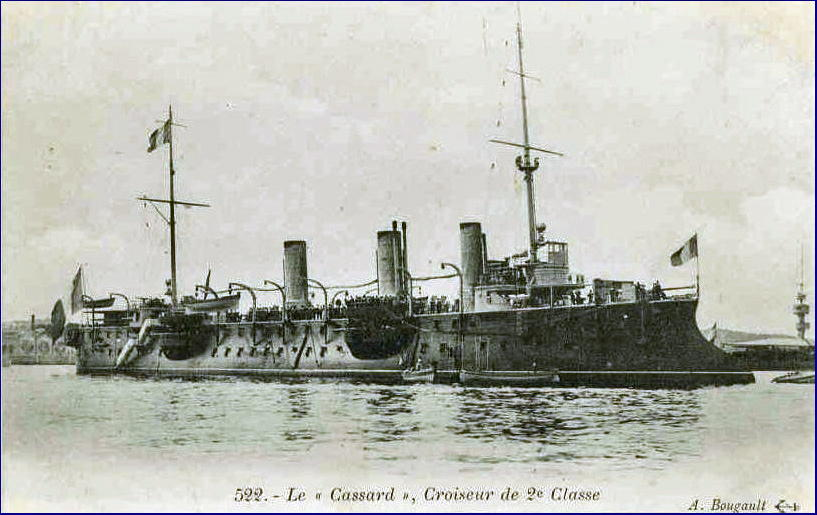
“卡萨尔”号

达萨斯级是弗里恩特级的改进型，在后者相似的舰体尺寸下搭载相同的武器配置，但装甲防护有所增强。这三艘舰只都在19世纪90年代后期加入地中海舰队服役。“达萨斯”号在1901年调派到北方舰队，而后又在1904年转隶法属印度支那。“迪歇拉”号在1907年参与了支援法属摩洛哥的一次两栖作战行动，“卡萨尔”号也在后一年被调派到当地。“达萨斯”号在1914年就被报废，其他两舰则参加了第一次世界大战。在一战期间，“迪歇拉”号和“卡萨尔”号主要在大西洋巡逻，打击德国的商船袭击舰。在战争后期，两舰都被解除武装，“卡萨尔”号被改装成一艘炮兵训练舰，而“迪歇拉”号则依然留在一线。“迪歇拉”号在1919年参加了协约国对俄罗斯内战的干预，之后于1921年被除籍。“卡萨尔”号一直服役到1924年，之后就被除籍并在次年被报废出售。“迪歇拉”号最终在1933年被报废拆解。
| 舰名            | 军备           | 排水量                    | 推进器                                                   | 服役      | 服役      | 服役       |
| 舰名            | 军备           | 排水量                    | 推进器                                                   | 开建      | 完工      | 结局       |
| --------------- | -------------- | ------------------------- | -------------------------------------------------------- | --------- | --------- | ---------- |
| “达萨斯”号 （） | 6门164毫米火炮 | 3,962 long ton（4,026 t） | 2具螺旋桨，2台三胀蒸汽机，20節（37每小時；23英里每小時） | 1894年    | 1898年3月 | 1914年拆解 |
| “卡萨尔”号 （） | 6门164毫米火炮 | 3,962 long ton（4,026 t） | 2具螺旋桨，2台三胀蒸汽机，20節（37每小時；23英里每小時） | 1894年    | 1898年2月 | 1925年拆解 |
| “迪歇拉”号 （） | 6门164毫米火炮 | 3,962 long ton（4,026 t） | 2具螺旋桨，2台三胀蒸汽机，20節（37每小時；23英里每小時） | 1894年3月 | 1898年2月 | 1933年拆解 |

### 凯迪耐特级

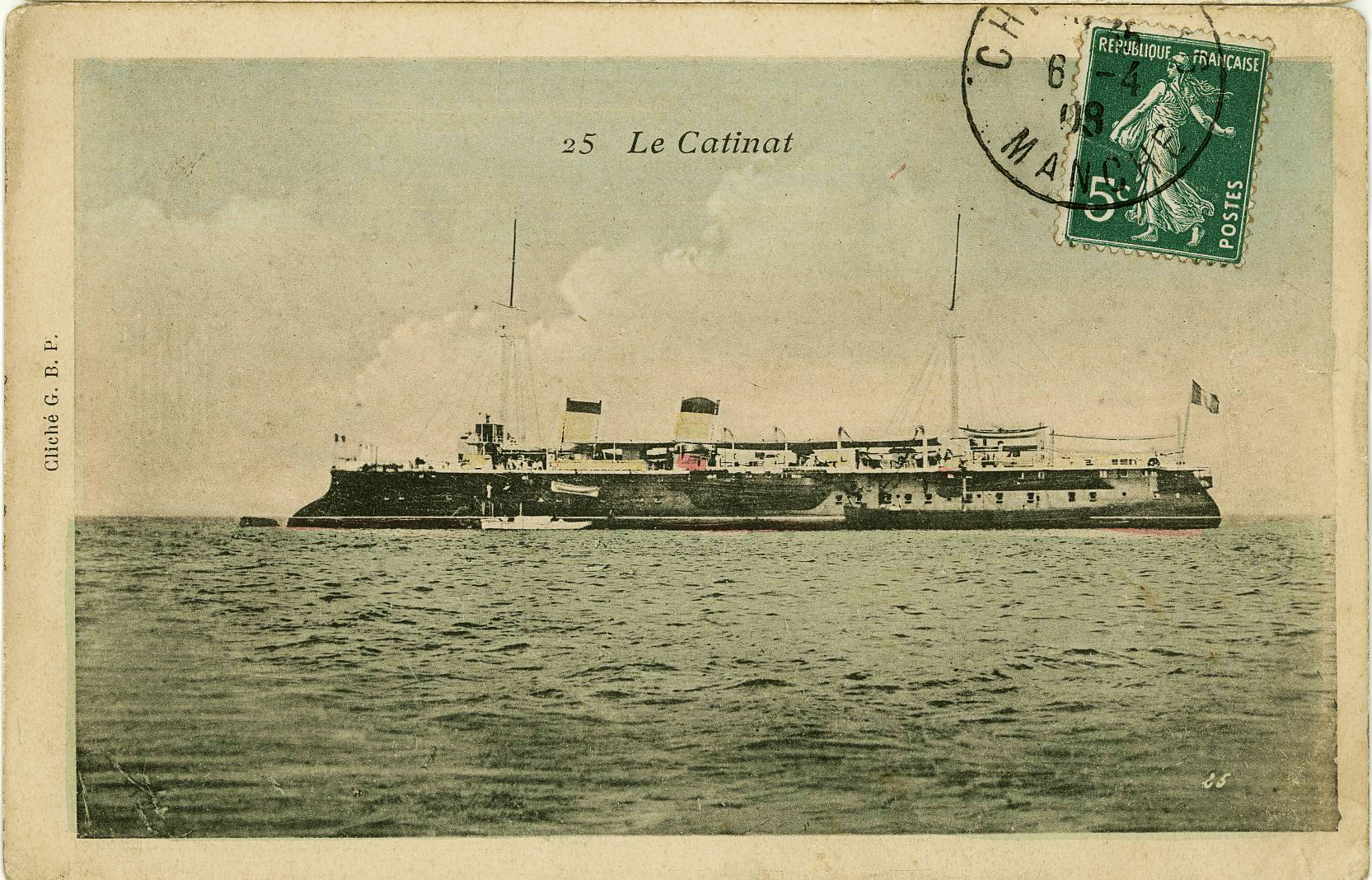
“凯迪耐特”号

两艘凯迪耐特级巡洋舰是笛卡尔级的改进版。本级进一步优化了火炮的布局并减少了部分装甲的厚度以装载可以布放50枚水雷的装置。除此之外，这两个舰级在武器和推进系统方面都是一样的。与笛卡尔级巡洋舰一样，本舰级主要被用于法属殖民地的防务。
“凯迪耐特”号1898年和1899年在北方中队短暂服役，之后被安排为预备役。此后，该舰和“普罗泰”号一起在海外服役。“普罗泰”号完工后于1899年被派往太平洋，并一直留在那里直至1905年。“凯迪耐特”号于1901年到最晚1902年时被派往法属马达加斯加短暂停留，然后于1905年之前的某个时间返回法国。同年早些时候，该舰被派往太平洋取代其姊妹舰，并一直驻扎到至少1908年。此后该舰的活动记录没有保存下来。同年，“普罗泰”号被改装为炮兵学校的一艘训练舰，直到在1910年被当作废品出售。“凯迪耐特”号于次年被废弃。
| 舰名              | 军备         | 排水量                                | 推进器                                                                         | 服役      | 服役      | 服役       |
| 舰名              | 军备         | 排水量                                | 推进器                                                                         | 开建      | 完工      | 结局       |
| ----------------- | ------------ | ------------------------------------- | ------------------------------------------------------------------------------ | --------- | --------- | ---------- |
| “凯迪耐特”号 （） | 4门164毫米炮 | 4,001—4,048 long ton（4,065—4,113 t） | 2具螺旋桨，2台三胀蒸汽机，19.5至20節（36.1至37.0每小時；22.4至23.0英里每小時） | 1894年2月 | 1898年    | 1911年拆解 |
| “普罗泰”号 （）   | 4门164毫米炮 | 4,001—4,048 long ton（4,065—4,113 t） | 2具螺旋桨，2台三胀蒸汽机，19.5至20節（36.1至37.0每小時；22.4至23.0英里每小時） | 1896年3月 | 1899年2月 | 1910年拆解 |

### “登特卡斯托”号

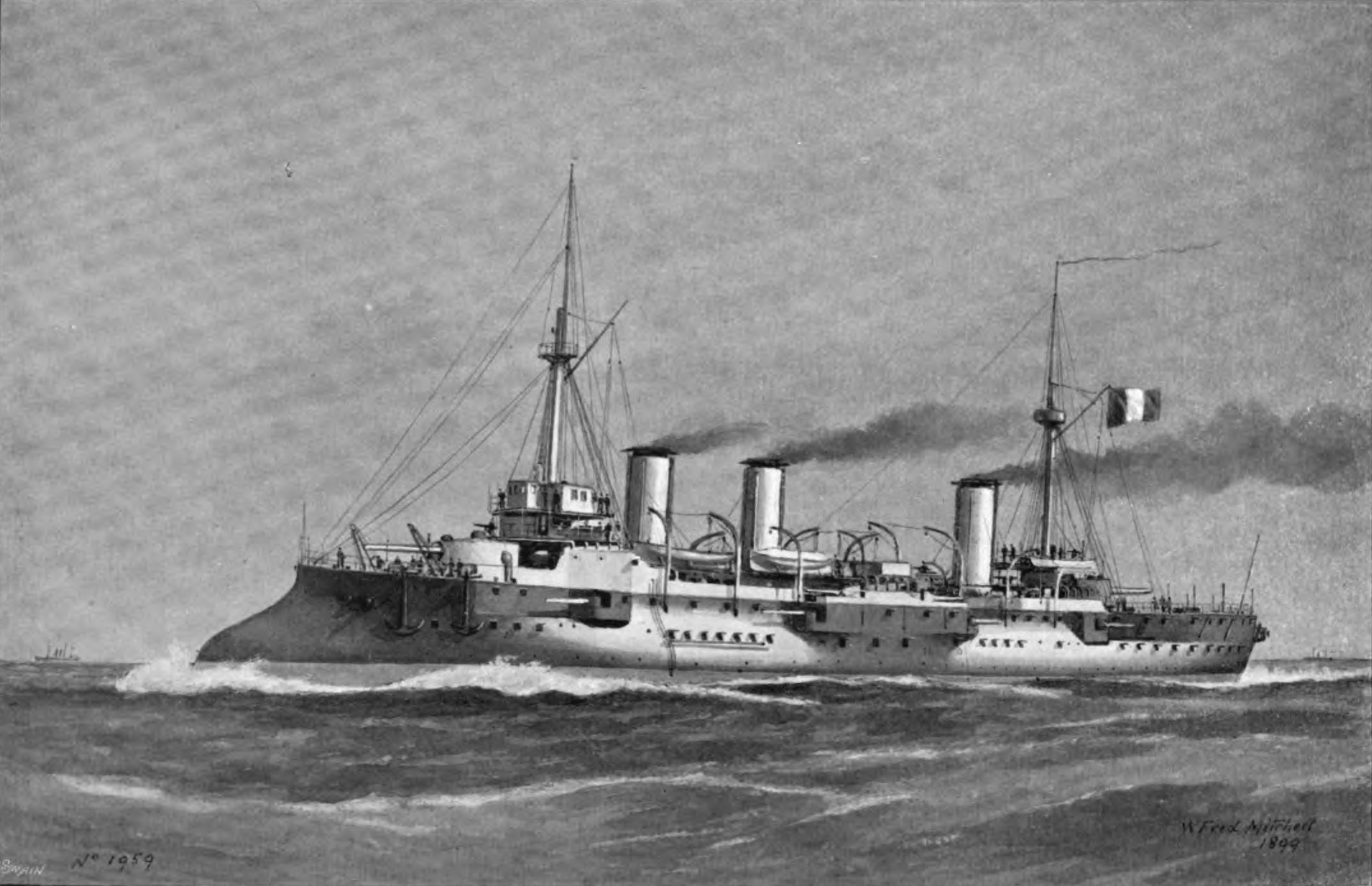
“登特卡斯托”号

在19世纪80年代和90年代初，法国海军中持续争论着关于应该建造什么类型巡洋舰。传统派军官更喜欢装甲巡洋舰以及适合舰队行动的福尔班级或特鲁德级小型侦察舰，而绿水学派的支持者则主张建造更多像奥贝计划下的大型、远程的商船袭击舰。第三派则寻求可以用于巡航法属殖民帝国的舰只。而在这一时期并入法国殖民版图的法属印度支那为第三派提供了具大的影响力，海军获得了一艘大型防护巡洋舰的建造批准，该舰将成为一支新巡洋舰中队的旗舰，并永久驻扎在法属印度支那。这艘名为“登特卡斯托”号的新巡洋舰装备有两门240 mm（9.4英寸），是当时法国巡洋舰上装备的最大口径武器。
“登特卡斯托”号建成后早期都在法属印度支那服役。在此期间，该舰也见证了中国清朝的义和团运动逐渐壮大。在1909年到1912年之间，该舰进行了现代化改造，此后一直被用作训练船直到第一次世界大战爆发。该舰被部署到地中海东部，在1915年初协助保卫苏伊士运河，并在1916年初参与了炮击奥斯曼军队的行动。这之后，该舰未见有行动记录。战后，该舰被租借给比利时海军作为补给船直到1926年。第二年，又被卖给波兰海军，改名为“瓦迪斯瓦夫四世”号（Król Władysław IV），之后又改名为“波罗的海”号（Bałtyk）。直到1940年9月第二次世界大战爆发前，该舰一直被用作固定式训练舰。该舰在二战中被德国俯冲轰炸机炸毁，之后虽然被德军俘获但最终还是报废了。
| 舰名                | 军备                     | 排水量                    | 推进器                                                         | 服役      | 服役   | 服役       |
| 舰名                | 军备                     | 排水量                    | 推进器                                                         | 开建      | 完工   | 结局       |
| ------------------- | ------------------------ | ------------------------- | -------------------------------------------------------------- | --------- | ------ | ---------- |
| “登特卡斯托”号 （） | 2门240 mm（9.4英寸）火炮 | 8,123 t（7,995 long ton） | 2具螺旋桨，2座三胀蒸汽机，19.2節（35.6每小時；22.1英里每小時） | 1894年9月 | 1899年 | 1942年拆解 |

### “桂珍”号

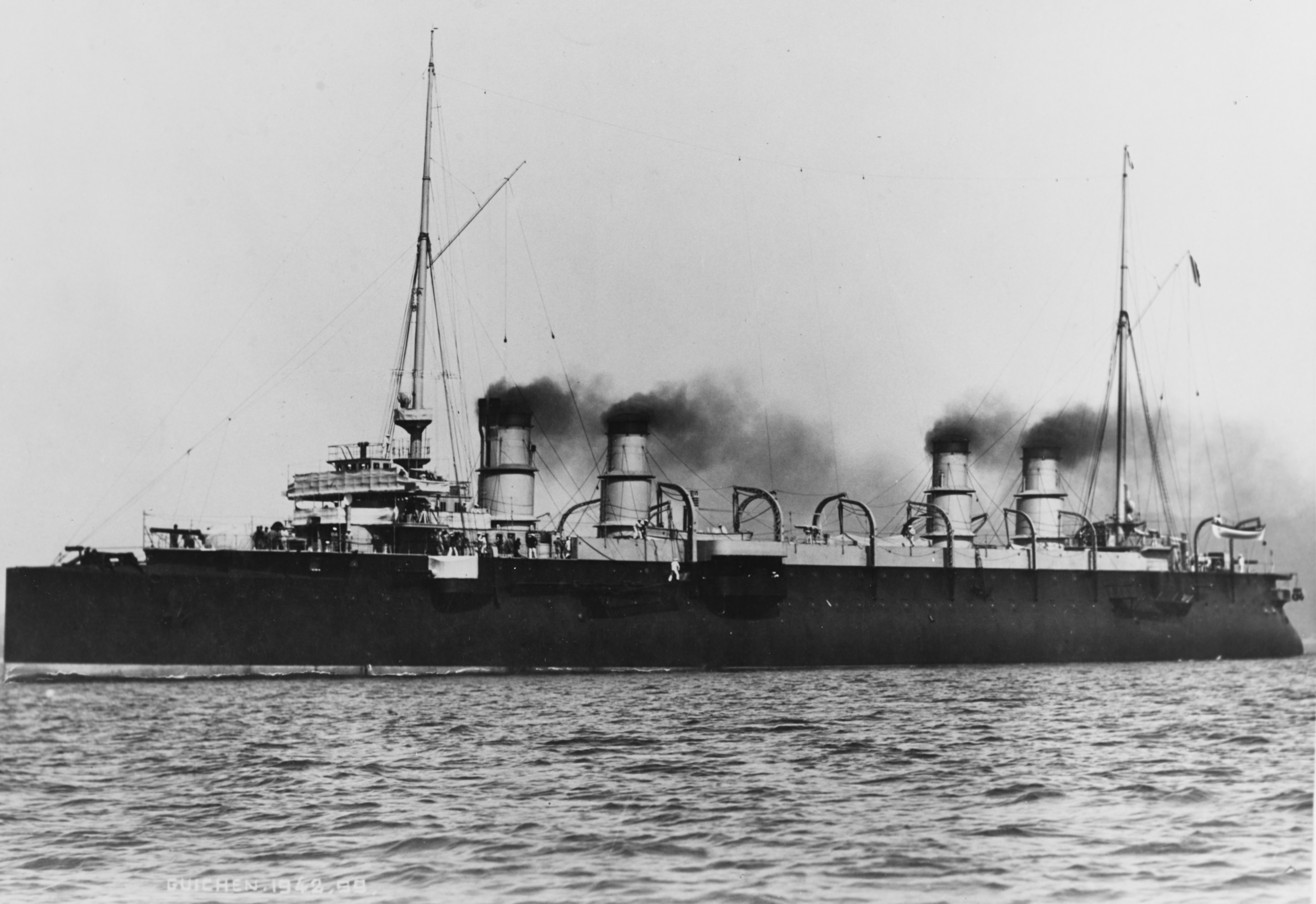
“桂珍”号，拍摄日期未知

法国海军内部绿水学派的支持者们最终获得了两艘大型巡洋舰的造舰许可，其中第一艘就是“桂珍”号。新型舰被设计用于作为远洋商船袭击舰，其设计基于美国海军的哥伦比亚级巡洋舰。虽然是军舰，但外观模仿客轮以助于在进行商船劫掠行动时避免被提前发现。由于预想的任务是攻击无武装的商船，“桂珍”号的武装与其庞大的体型及不相称，非常薄弱。
“桂珍”号在入役之初地中海舰队服役，期间进行了漫长的海上试航，随后被调派往北方舰队服役。1901年初义和团运动爆发后，该舰被派往远东，并于次年返回法国。1905年该舰又一次被派往东亚水域，直到1907年才返回法国。1911年，“桂珍”号被降级为预备役。直到1914年7月第一次世界大战爆发后，“桂珍”号被动员进入第二轻型舰队，并负责巡逻英吉利海峡的西端。1915年5月，该舰被调往地中海与法国主力舰队一起封锁奥匈帝国海军在亚得里亚海的行动。同年晚些时候，该舰被重新分配到巡逻奥斯曼叙利亚海岸的叙利亚分舰队，并在亚美尼亚大屠杀帮助撤离了约4,000名平民。到1917年，该舰被降格为在意大利和希腊之间进行快速运输的舰船。一战后，本舰又参与了协约国在黑海地区干预俄国内战的行动，但在1919年发生舰员暴动后又再次被召回法国，最终于1921年被除籍并拆解。
| 舰名          | 军备           | 排水量                    | 推进器                                                         | 服役       | 服役       | 服役       |
| 舰名          | 军备           | 排水量                    | 推进器                                                         | 开建       | 完工       | 结局       |
| ------------- | -------------- | ------------------------- | -------------------------------------------------------------- | ---------- | ---------- | ---------- |
| “桂珍”号 （） | 2门164毫米火炮 | 8,151 long ton（8,282 t） | 3具螺旋桨，3座三胀蒸汽机，23.5節（43.5每小時；27.0英里每小時） | 1895年10月 | 1899年11月 | 1921年拆解 |

### “雷诺堡”号

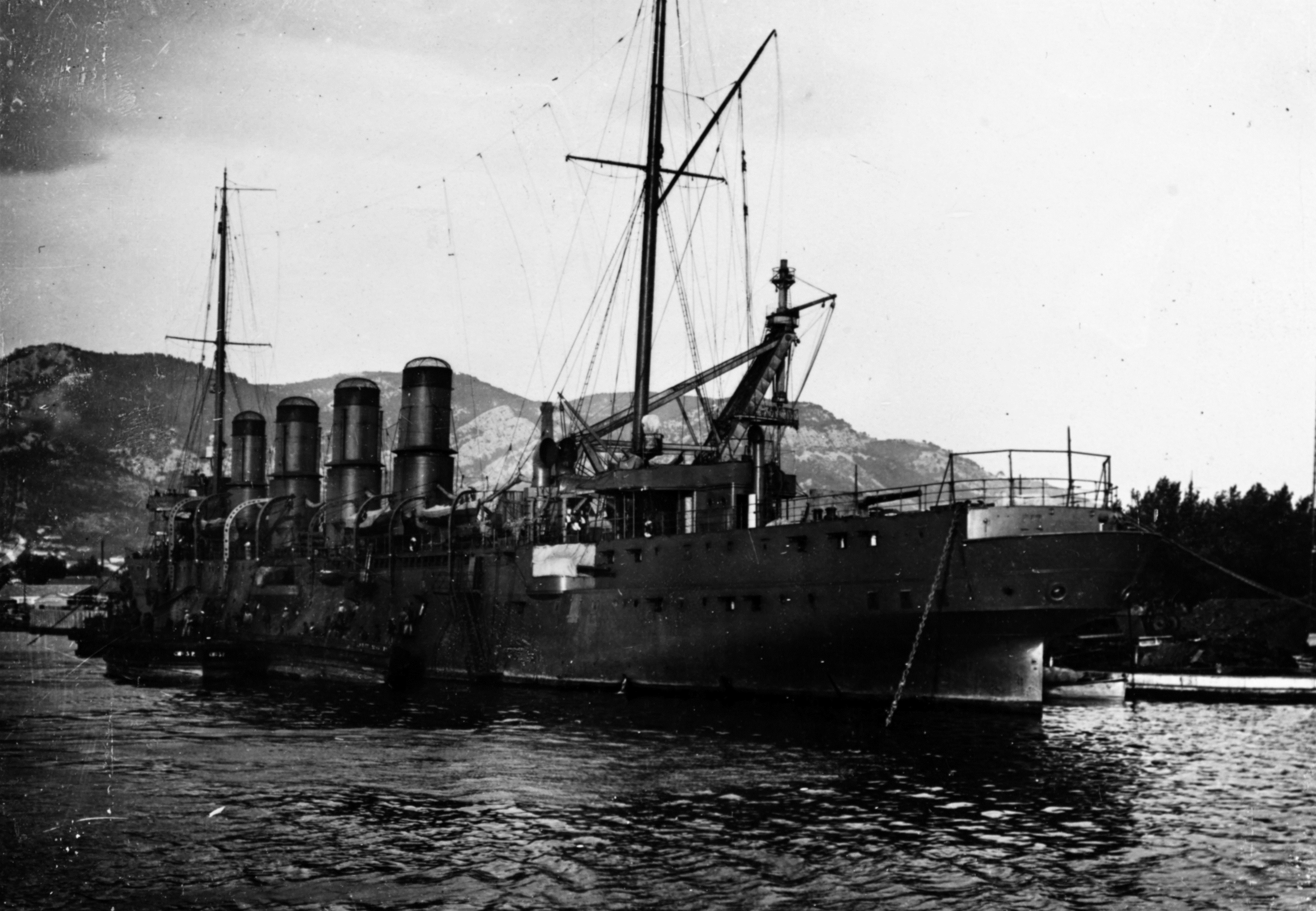
第一次世界大战期间，“雷诺堡”号在土伦补充燃煤

1894年，法国海军下了第二艘大型商船袭击舰的建造订单，这就是“雷诺堡”号。尽管外表上有明显不同，该舰与“桂珍”号在大多数配置参数上还是比较相似的。该舰因速度较快而得到法国海军的认可。
“雷诺堡”号在在1902年服役后立即被部署到法属印度支那，直到1904年中期返回法国，并在1905年至1906年再次被派往该地。1907年，该舰被降级为预备役，并在次年被改装成一艘快速布雷舰。之后该舰就被分配到地中海舰队的预备舰队。直到1914年7月第一次世界大战爆发前，该舰几乎没有再进行任何活动。战争爆发后，“雷诺堡”号被调入到第二轻型舰队，并驻扎在英吉利海峡西侧。1915年初，该舰转防地中海，然后于1916年初又移驻法属塞内加尔，以搜寻德国的商业袭击舰。1916年10月重新转回地中海后，该舰曾救起了被德国潜艇U-35号击沉的运兵船“高卢”号上的幸存者。“雷诺堡”号于1917年12月被UC-38号潜艇以鱼雷击沉，但因下沉速度缓慢，舰员成功被两艘驱逐舰救起。
| 舰名            | 军备           | 排水量                    | 推进器                                                   | 服役      | 服役   | 服役                 |
| 舰名            | 军备           | 排水量                    | 推进器                                                   | 开建      | 完工   | 结局                 |
| --------------- | -------------- | ------------------------- | -------------------------------------------------------- | --------- | ------ | -------------------- |
| “雷诺堡”号 （） | 2门164毫米火炮 | 7,898 long ton（8,025 t） | 3具螺旋桨，3座三胀蒸汽机，24節（44每小時；28英里每小時） | 1896年5月 | 1902年 | 1917年12月14日被击沉 |

### 戴斯推级

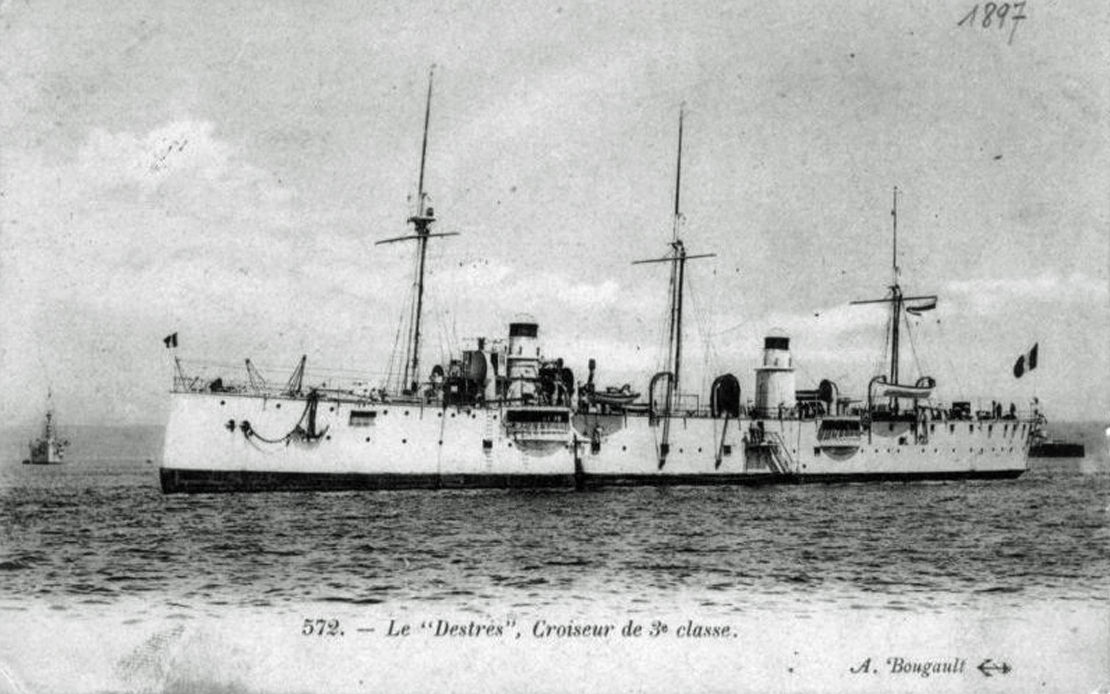
“戴斯推”号

戴斯推级被涉及为殖民地巡洋舰。本级首两艘最初于1896年获得建造批准，第三艘于1897年获得批准但最终并没有开工建造。本舰级比早期的殖民巡洋舰小得多，并且装备的武器也较为轻量。随着法国海军在1890年代末转向更建造强大的装甲巡洋舰，戴斯推级最终成为最后专门设计用于殖民地防务的防护巡洋舰。
“戴斯推”号和“安弗尔内”号在1890年代末入役后最初在北方舰队服役，但很快就被调往其他地方。“戴斯推”号于1902年被派往大西洋基地，而“安弗尔内”号于1901年被派往法属马达加斯加。后者于1903年至1905年曾在东印度群岛服役过一段时间，随后返回法国，但在1910年因一次意外事故而失踪。1914年8月第一次世界大战爆发时，“戴斯推”号被分配到第二轻巡洋舰队。之后，该舰被调往叙利亚舰队并参加了法国陆军对奥斯曼帝国军队的行动。从1916年直到1918年战争结束，该舰一直在红海和印度洋巡逻。随后，“戴斯推”号被派往东亚，一直服役到1922年被废弃。
| 舰名              | 军备           | 排水量                    | 推进器                                                                         | 服役       | 服役   | 服役           |
| 舰名              | 军备           | 排水量                    | 推进器                                                                         | 开建       | 完工   | 结局           |
| ----------------- | -------------- | ------------------------- | ------------------------------------------------------------------------------ | ---------- | ------ | -------------- |
| “戴斯推”号 （）   | 2门138毫米火炮 | 2,428 long ton（2,467 t） | 2具螺旋桨，2座三胀蒸汽机，20至20.5節（37.0至38.0每小時；23.0至23.6英里每小時） | 1897年3月  | 1899年 | 1924年拆解     |
| “安弗尔内”号 （） | 2门138毫米火炮 | 2,428 long ton（2,467 t） | 2具螺旋桨，2座三胀蒸汽机，20至20.5節（37.0至38.0每小時；23.0至23.6英里每小時） | 1896年12月 | 1900年 | 1910年搁浅损毁 |
| K3                | 2门138毫米火炮 | 2,428 long ton（2,467 t） | 2具螺旋桨，2座三胀蒸汽机，20至20.5節（37.0至38.0每小時；23.0至23.6英里每小時） | ー         | ー     | ー             |

### “于连·德·拉格拉维埃”号

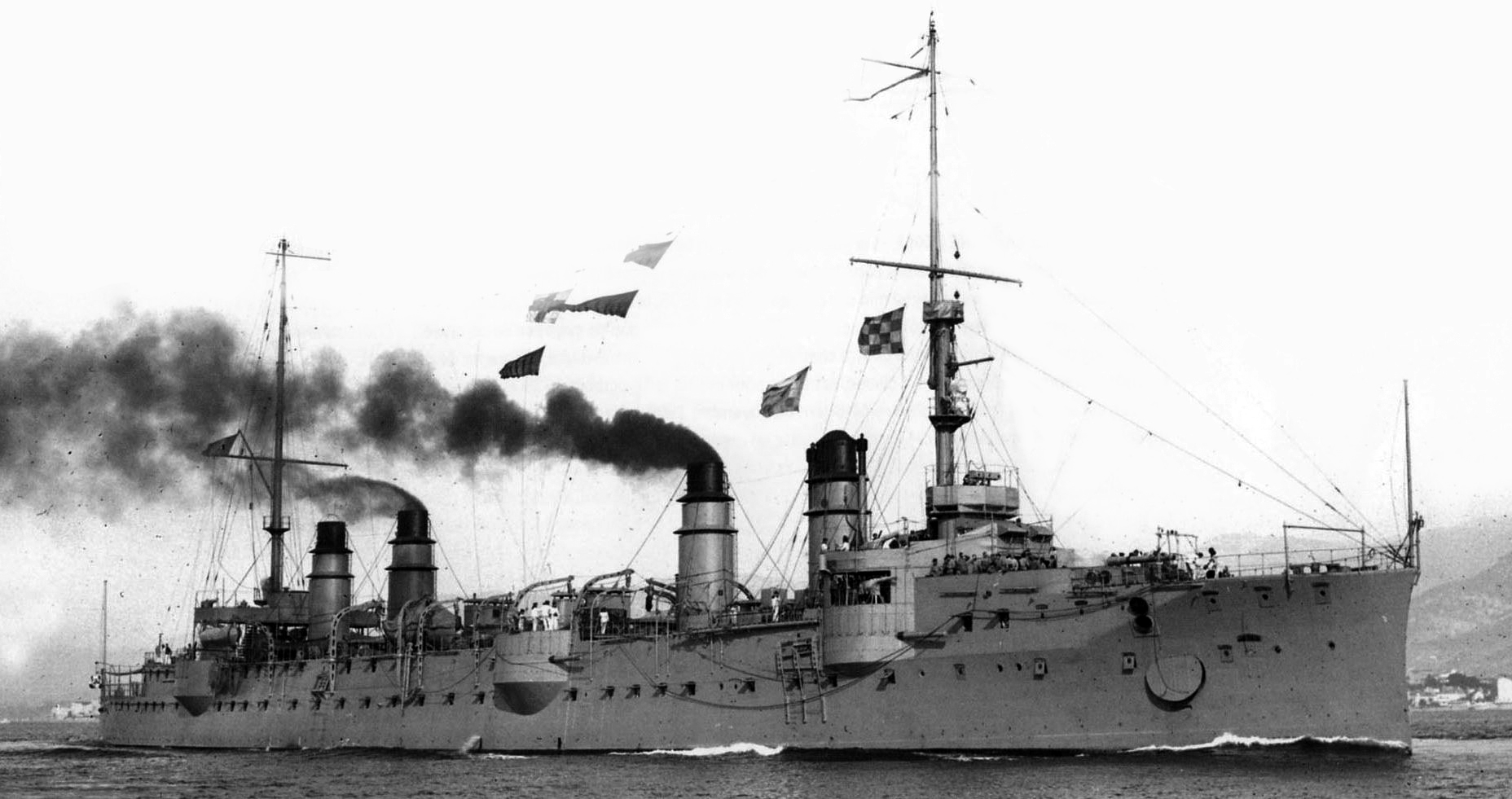
“于连·德·拉格拉维埃”号

“于连·德·拉格拉维埃”号是法国建造的最后一艘防护巡洋舰。该舰的设计起源于对1890年代中期建造的大型防护巡洋舰的一连串争议。在当时，阿芒德·贝斯纳德海军上将成为了海军部长，他要求建造一艘“登特卡斯托”号的姊妹舰，但该要求于1896年被国民议会拒绝。次年，立法机关批准了贝斯纳德建造一艘缩小版防护巡洋舰的请求，这就是后来的“于连·德·拉格拉维埃”号。
“于连·德·拉格拉维埃”号于1903年竣工，早期在大西洋舰队中服役。该舰于1911年被调往地中海舰队服预备役，但在1913年又被重新启用并在法国主力舰队中服役。第一次世界大战开始后，该舰随舰队进入亚得里亚海与奥匈帝国海军交战并参加了安提瓦里战役。本舰在战争期间没有被记录到进一步的行动。法国舰队撤离到亚得里亚海南端进行封锁，但奥匈帝国拒绝派遣舰队与其交战。1915年意大利参战后，法国移交了封锁线的控制权并撤出了大部分舰队。1916年10月，“于连·德·拉格拉维埃”号被派去轰炸奥斯曼帝国的安纳托利亚南部海岸。同年晚些时候，法国舰队被调派到希腊水域，并成功迫使中立的希腊政府加入协约国。由于煤炭短缺，1918年法国舰队未能开展任何重大行动。战后，“于连·德·拉格拉维埃”号在叙利亚舰队服役，直到1920年初被召回法国。随后该舰被出售给了拆船商。
| 舰名                        | 军备         | 排水量                    | 推进器                                                         | 服役       | 服役   | 服役       |
| 舰名                        | 军备         | 排水量                    | 推进器                                                         | 开建       | 完工   | 结局       |
| --------------------------- | ------------ | ------------------------- | -------------------------------------------------------------- | ---------- | ------ | ---------- |
| “于连·德·拉格拉维埃”号 （） | 8门164毫米炮 | 5,595 long ton（5,685 t） | 3具螺旋桨，3台三胀蒸汽机，22.9節（42.4每小時；26.4英里每小時） | 1897年11月 | 1903年 | 1922年拆解 |

## 脚注

### 引文
1. ↑  郭威 (2007)，第280頁.
2. 1 2  张黎源 (2020)，第286頁.
3. ↑  郭威 (2007)，第282頁.
4. ↑  顾慧丽 (1998)，第255頁.
5. ↑  郭威 (2007)，第65頁.
6. ↑  史常勇 (2021)，第49頁.
7. ↑  郭威 (2007)，第242頁.
8. 1 2  西风 (2019)，第138頁.
9. 1 2 3 4 5  辛元欧 (1995)，第312頁.
10. ↑  西风 (2019)，第68頁.
11. 1 2 3  王钦峰 (2019)，第87頁.
12. ↑  戚其章 (1983)，第650頁.
13. 1 2  西风 (2019)，第146頁.
14. 1 2  顾慧丽 (1998)，第140頁.
15. ↑  萧菁 (2017)，第132頁.
16. ↑  章骞 (2013)，第52頁.
17. 1 2  王钦峰 (2019)，第92頁.
18. ↑  王钦峰 (2019)，第91頁.
19. 1 2  顾慧丽 (1998)，第82頁.
20. ↑  郭威 (2007)，第241頁.
21. ↑  章骞 (2013)，第269頁.
22. ↑  顾慧丽 (1998)，第86頁.
23. ↑  西风 (2019)，第191頁.
24. ↑  郭威 (2007)，第238頁.
25. ↑  章骞 (2013)，第283頁.
26. ↑  Parkinson (2008)，第148–150頁.
27. ↑  章骞 (2013)，第10頁.
28. 1 2 3 4  Ropp (1987)，第284, 286頁.
29. 1 2 3 4 5  Ropp (1987)，第195–197頁.
30. 1 2 3 4 5  Ropp (1987)，第109頁.
31. 1 2 3 4 5 6 7 8 9 10 11 12 13 14 15 16 17 18 19 20 21 22 23 24  Campbell (1979)，第308頁.
32. 1 2 3 4 5  Ropp (1987)，第158–159, 172頁.
33. ↑  Ropp (1987)，第158–159, 172, 220–222頁.
34. 1 2 3  Ships: France (1)，第272頁.
35. 1 2  Campbell (1979)，第311–312頁.
36. 1 2 3 4 5 6 7 8 9 10 11 12 13 14 15 16 17 18 19 20 21  Campbell (1979)，第313頁.
37. 1 2 3 4 5 6 7 8 9 10 11 12 13 14 15 16 17 18 19 20 21 22 23 24 25 26 27 28 29 30 31 32 33 34 35 36 37 38 39 40 41 42 43 44  Campbell (1979)，第310頁.
38. 1 2 3 4 5 6 7 8 9 10 11 12 13 14 15 16 17 18 19 20 21 22 23 24 25 26 27 28 29 30 31 32  Smigielski (1985)，第193頁.
39. 1 2 3 4 5 6  Smigielski (1985)，第194頁.
40. 1 2 3  Halpern (2015)，第399頁.
41. 1 2 3 4 5 6  Smigielski (1985)，第193–194頁.
42. 1 2  Twardowski (1997)，第59–60頁.
43. ↑  Gröner (1990)，第ix頁.
44. ↑  Brassey (1888)，第228頁.
45. ↑  Brassey (1890)，第37–39頁.
46. 1 2 3 4 5 6 7 8  Brassey (1893)，第70頁.
47. ↑  Browne (1897)，第366–367頁.
48. 1 2  Brassey (1899)，第74頁.
49. 1 2 3 4  Jordan & Caresse (2017)，第219頁.
50. 1 2  Thursfield (1892)，第61–67頁.
51. ↑  Meirat (1975)，第21頁.
52. 1 2  Brassey (1903)，第58–60頁.
53. ↑  Thursfield (1892)，第61–71頁.
54. ↑  Weyl (1896)，第89頁.
55. ↑  Thursfield (1897)，第165–167頁.
56. 1 2 3  Jordan & Caresse (2017)，第218頁.
57. ↑  梁学伦 (1996)，第144頁.
58. ↑  Brassey (1902)，第442頁.
59. 1 2  Campbell (1979)，第308–310頁.
60. ↑  Ships: France (4)，第600頁.
61. ↑  Gleig (1896)，第195–196頁.
62. ↑  Weyl (1896)，第96頁.
63. 1 2 3 4 5 6 7 8 9 10 11 12 13 14 15 16 17 18 19 20 21  Campbell (1979)，第309頁.
64. ↑  Naval Notes: France (1899)，第465頁.
65. 1 2 3  Brassey (1902)，第52頁.
66. ↑  Dorn & Drake (1894)，第51頁.
67. ↑  Brassey (1895)，第50頁.
68. ↑  The New Port of Bizerte，第25頁.
69. ↑  Brassey (1897)，第57頁.
70. ↑  Garbett (1897)，第342頁.
71. ↑  Leyland (1900)，第67頁.
72. ↑  Everett (1902)，第34–36, 44, 206, 208–209頁.
73. ↑  Scarth (2002)，第76–81, 179–182頁.
74. ↑  Stowell & Munro (1916)，第107–108頁.
75. ↑  Naval Notes: France (1902)，第1067頁.
76. ↑  Ropp (1987)，第129–130頁.
77. ↑  Dorn & Drake (1894)，第50頁.
78. 1 2  Jordan & Caresse (2019)，第227頁.
79. ↑  Campbell (1979)，第309–310頁.
80. ↑  Garbett (1899)，第1026頁.
81. ↑  Robinson (1897)，第187頁.
82. ↑  Brassey (1905)，第42頁.
83. ↑  Brassey (1906)，第39頁.
84. 1 2  Jordan & Caresse (2019)，第219, 227頁.
85. 1 2  Roberts (2021)，第220頁.
86. ↑  Campbell (1979)，第308–311頁.
87. 1 2  Fisher (1969)，第238頁.
88. 1 2  Ropp (1987)，第284頁.
89. 1 2  Brassey (1895)，第50, 54頁.
90. 1 2 3  Brassey (1898)，第59–60頁.
91. ↑  Naval Notes: France (1899)，第322頁.
92. ↑  Roberts (2021)，第220–222頁.
93. ↑  Jordan & Caresse (2019)，第57頁.
94. ↑  Leyland (1907)，第102–106頁.
95. ↑  Roberts (2021)，第222頁.
96. 1 2  Campbell (1979)，第310–311頁.
97. ↑  Brassey (1896)，第62頁.
98. 1 2  Thursfield (1897)，第164–167頁.
99. ↑  Naval Notes: France (1898)，第1092頁.
100. ↑  Clowes (1903)，第444–448頁.
101. ↑  Brassey (1904)，第90–91頁.
102. ↑  Sieche (1990)，第150, 155, 157頁.
103. 1 2 3 4  Meirat (1975)，第22頁.
104. 1 2  Sebe (2007)，第82頁.
105. 1 2  Pavé (1997)，第18頁.
106. 1 2 3 4 5 6 7 8 9 10 11 12 13 14 15 16 17 18 19 20 21 22 23 24 25 26 27 28  Campbell (1979)，第311頁.
107. ↑  Campbell (1979)，第310–312頁.
108. ↑  Dorn & Drake (1894)，第49頁.
109. 1 2 3  Brassey (1899)，第71頁.
110. ↑  Meirat (1975)，第21–22頁.
111. ↑  Meirat (1975)，第22–23頁.
112. ↑  Brassey (1897)，第62頁.
113. 1 2  Brassey (1903)，第62頁.
114. 1 2  Brassey (1904)，第90頁.
115. ↑  Garbett (1904)，第709頁.
116. 1 2  Brassey (1907)，第45頁.
117. ↑  Brassey (1908)，第49, 53頁.
118. ↑  Garbett (1908)，第100頁.
119. ↑  Jordan & Caresse (2019)，第219, 226頁.
120. ↑  Garbett (1904)，第708–709頁.
121. ↑  Garbett (1908)，第257頁.
122. ↑  Corbett (1920)，第276頁.
123. ↑  Glennon (1894)，第837頁.
124. ↑  Leyland (1899)，第213–215頁.
125. ↑  Naval Notes: France & 1899A，第182頁.
126. ↑  Service Performed，第299頁.
127. ↑  Garbett (1905)，第321–322頁.
128. ↑  Garbett (1908)，第864頁.
129. 1 2 3 4 5 6 7 8 9 10 11 12  Campbell (1979)，第312頁.
130. ↑  Jordan & Caresse (2019)，第45–46, 50頁.
131. ↑  Jordan & Caresse (2019)，第57, 218–219, 233, 235–247頁.
132. ↑  Jordan & Caresse (2019)，第50頁.
133. ↑  Jordan & Caresse (2019)，第49–50頁.
134. ↑  Jordan & Caresse (2019)，第50, 56–57頁.
135. ↑  Neumann (2013)，第213頁.
136. ↑  Leyland (1900)，第25頁.
137. ↑  Thiess (1937)，第276頁.
138. 1 2 3  Brassey (1911)，第56頁.
139. ↑  Jordan & Caresse (2019)，第225, 233, 235頁.
140. ↑  Campbell (1979)，第312–313頁.
141. ↑  Brassey (1905)，第46頁.
142. ↑  Brassey (1906)，第43頁.
143. ↑  Brassey (1907)，第41–45頁.
144. ↑  Burgoyne (1909)，第58頁.
145. ↑  Jordan & Caresse (2019)，第225, 242頁.
146. ↑  Wise & Baron (2004)，第90頁.
147. ↑  章骞 (2013)，第292頁.
148. ↑  Fisher (1969)，第238–239頁.
149. ↑  Leyland (1900)，第64頁.
150. ↑  Jordan & Caresse (2019)，第74頁.
151. ↑  Leyland (1901)，第76頁.
152. ↑  . Shipping & Mercantile Gazette, and Lloyd's List. 18 November 1910: 8  [2023-09-02]. （原始内容存档于2023-09-02）. （页面存档备份，存于）
153. ↑  . Shipping & Mercantile Gazette, and Lloyd's List. 22 November 1910: 11  [2023-09-02]. （原始内容存档于2023-09-02）. （页面存档备份，存于）
154. ↑  Jordan & Caresse (2019)，第235–236, 240, 247頁.
155. ↑  Ropp (1987)，第286–287頁.
156. ↑  Garbett (1903)，第944–945頁.
157. ↑  Jordan & Caresse (2017)，第241, 252, 254–260, 269, 274–279, 289頁.